# Riso (alimento)

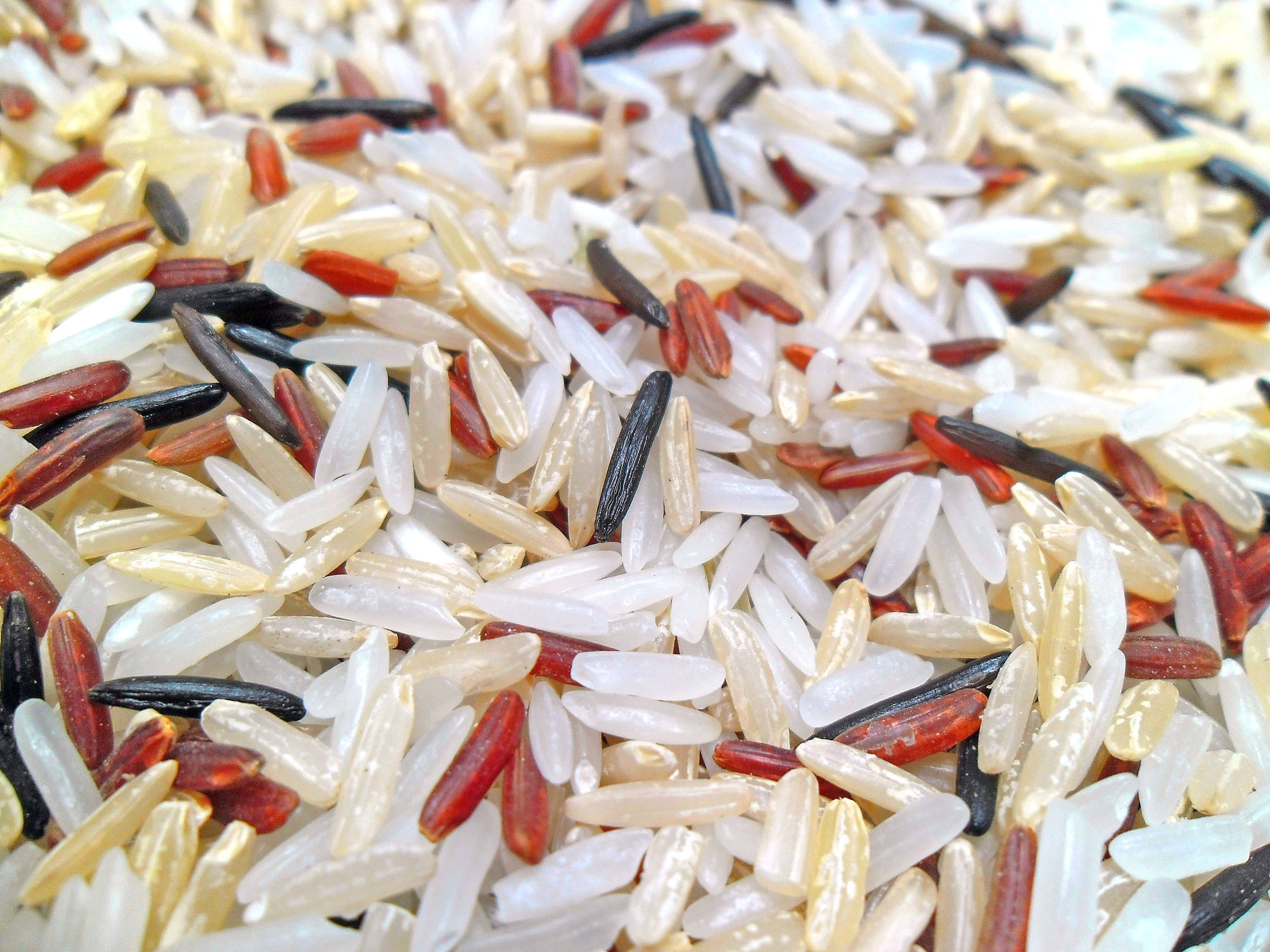
Varie tipologie di riso mescolate assieme

Il riso è un alimento costituito dalla cariosside prodotta da diverse piante della tribù Oryzeae (generi: Oryza e Zizania), opportunamente lavorata.
Le più note specie utilizzate sono l'Oryza sativa (da cui si ottiene il "riso asiatico") e l'Oryza glaberrima (da cui si ottiene il "riso africano").
Il riso è il cereale in assoluto più consumato dalla popolazione umana: è alla base della cucina dell'Asia ed è presente nelle tradizioni gastronomiche di tutto il mondo. Costituisce il cibo principale per circa la metà della popolazione mondiale e viene coltivato in quasi tutti i paesi del mondo. È il terzo prodotto agricolo per produzione mondiale (755 milioni di tonnellate registrate nel 2019 - Stime FAO), dopo la canna da zucchero (1,9 miliardi di tonnellate) e il mais (1,0 miliardi di tonnellate). Degno di nota è anche il riso selvatico (Zizania) che, a differenza delle qualità ricavate dalle piante di Oryza sativa e Oryza glaberrima, cresce di solito allo stadio selvatico. Tuttavia, tale tipologia di riso può anche essere messa in commercio e può costituire una prelibatezza culinaria.

## Storia
Reperti archeologici risalenti a 15000 anni fa hanno dimostrato che il riso selvatico era a quel tempo un'importante fonte di alimentazione in alcune zone delle odierne Thailandia, Vietnam, Corea, Cina e di alcune isole del Sud-est asiatico. I primi resti di riso coltivato venuti alla luce risalgono a 7000 anni fa e sono stati trovati in Cina orientale e in India nord-orientale.
Sempre grazie all'archeologia è stato possibile sapere che tra il quarto e il terzo millennio a.C. la coltivazione del riso si diffuse rapidamente verso il Sud-est asiatico e verso occidente, arrivando fino alla valle dell'Indo. Circa 1000 anni dopo giunse fino alla regione del Belucistan. Le prime notizie in Europa sul riso giunsero con le campagne in Asia di Alessandro Magno nel quarto secolo a.C., quando alcuni contemporanei del condottiero fornirono descrizioni dettagliate della coltura, a quel tempo già presente in Battriana (Afghanistan) e Mesopotamia. Ci vollero altri mille anni prima che il riso fosse coltivato nel Bacino del Mediterraneo, dove fu introdotto dagli Arabi prima in Egitto, e nell'VIII secolo in Spagna.
Gli antichi Romani conoscevano quindi il riso e lo utilizzarono come medicamento sotto forma di decotto per i pazienti più ricchi, anziché come alimento. Nell'America settentrionale, nell'epoca precolombiana, si coltivava invece il riso prodotto dalla pianta Zizania aquatica.

### Origini in Cina

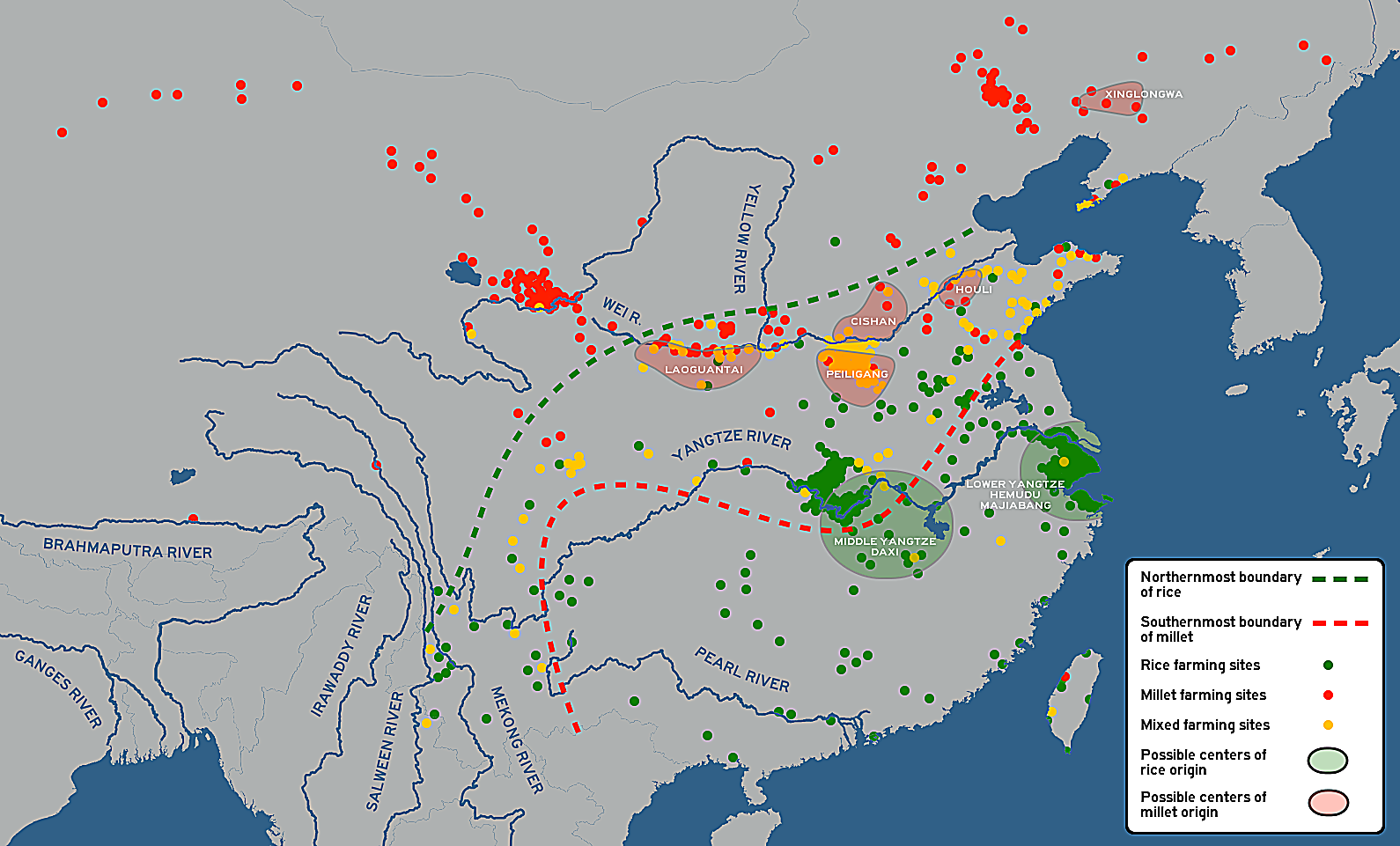
Distribuzione di riso, miglio e siti agricoli misti nella Cina neolitica (He et al., 2017)

L'attuale consenso scientifico, basato su prove archeologiche e linguistiche, è che il riso sia stato "addomesticato" per la prima volta nel bacino del fiume Yangtze in Cina.
Studi genetici del 2008 e del 2011 hanno infatti dimostrato che le forme di riso asiatico, sia indica che japonica, sono nate da un singolo evento di addomesticamento che si è verificato tra 13.500 e 8.200 anni fa in Cina dal riso selvatico Oryza rufipogon.
Uno studio genomico di una popolazione più recente indica che fu prima addomesticata la japonica e che il riso indica nacque quando la japonica arrivò in India circa 4.500 anni fa e si ibridò con una proto-indica (O. nivara selvatica).
Sono stati individuati due probabili centri di addomesticamento per il riso e dello sviluppo della sua tecnica di coltivazione. Il primo, più probabile, si trova nel fiume Yangtze inferiore, ritenuto la patria dei pre-austronesiani e forse anche dei Kra-Dai, e associato alle culture Kauhuqiao, Hemudu, Majiabang, Songze, Liangzhu e Maquiao. Qui si trovano elementi pre-austronesiani, tra cui palafitte, lavorazione della giada e tecnologie nautiche. La loro dieta era inoltre integrata da ghiande, castagne d'acqua, volpi e allevamento del maiale.
Il secondo è nel mezzo del fiume Yangtze, ritenuto la patria delle prime popolazioni che parlavano la lingua Hmong-Mien e associato alle culture Pengtoushan, Nanmuyuan, Liulinxi, Daxi, Qujialing e Shijiahe. Entrambe queste regioni erano molto popolate e intrattenevano contatti commerciali regolari tra loro e con altre popolazioni a ovest e a sud, favorendo così la diffusione della coltivazione del riso in tutta la Cina meridionale.
Il riso fu gradualmente introdotto a nord attraverso il contatto delle culture Yangshao e Dawenkou con la cultura Daxi o con la cultura Majiabang-Hemudu. Il riso non sostituì il miglio dove questo era coltivato, in gran parte a causa delle diverse condizioni ambientali nel nord della Cina. Al contrario, il miglio fu introdotto anche nelle regioni di coltivazione del riso.
Nel tardo Neolitico (dal 3500 al 2500 a.C.), la popolazione nei centri di coltivazione del riso era cresciuta rapidamente. Ci sono anche prove di un'intensa coltivazione di riso nelle risaie.
Le culture Liangzhu e Shijiahe andarono scomparendo nel tardo Neolitico (dal 2500 al 2000 a.C.). Questo periodo coincide anche con lo spostamento verso sud delle culture che coltivavano il riso verso le regioni Lingnan e Fujian, nonché le migrazioni verso sud delle popolazioni di lingua austronesiana, Kra-Dai e austroasiatica verso il sud-est asiatico.

### Sud-est asiatico
La diffusione della coltivazione del riso japonica nel Sud-est asiatico iniziò con le migrazioni della cultura Dapenkeng a Taiwan tra il 3500 e il 2000 a.C. Il sito Nanguanli a Taiwan, datato al 2800 a.C. circa, ha prodotto numerosi resti carbonizzati sia di riso che di miglio in condizioni di ristagno idrico, indicando una coltivazione intensiva del riso in terre umide e la coltivazione del miglio in terre aride.

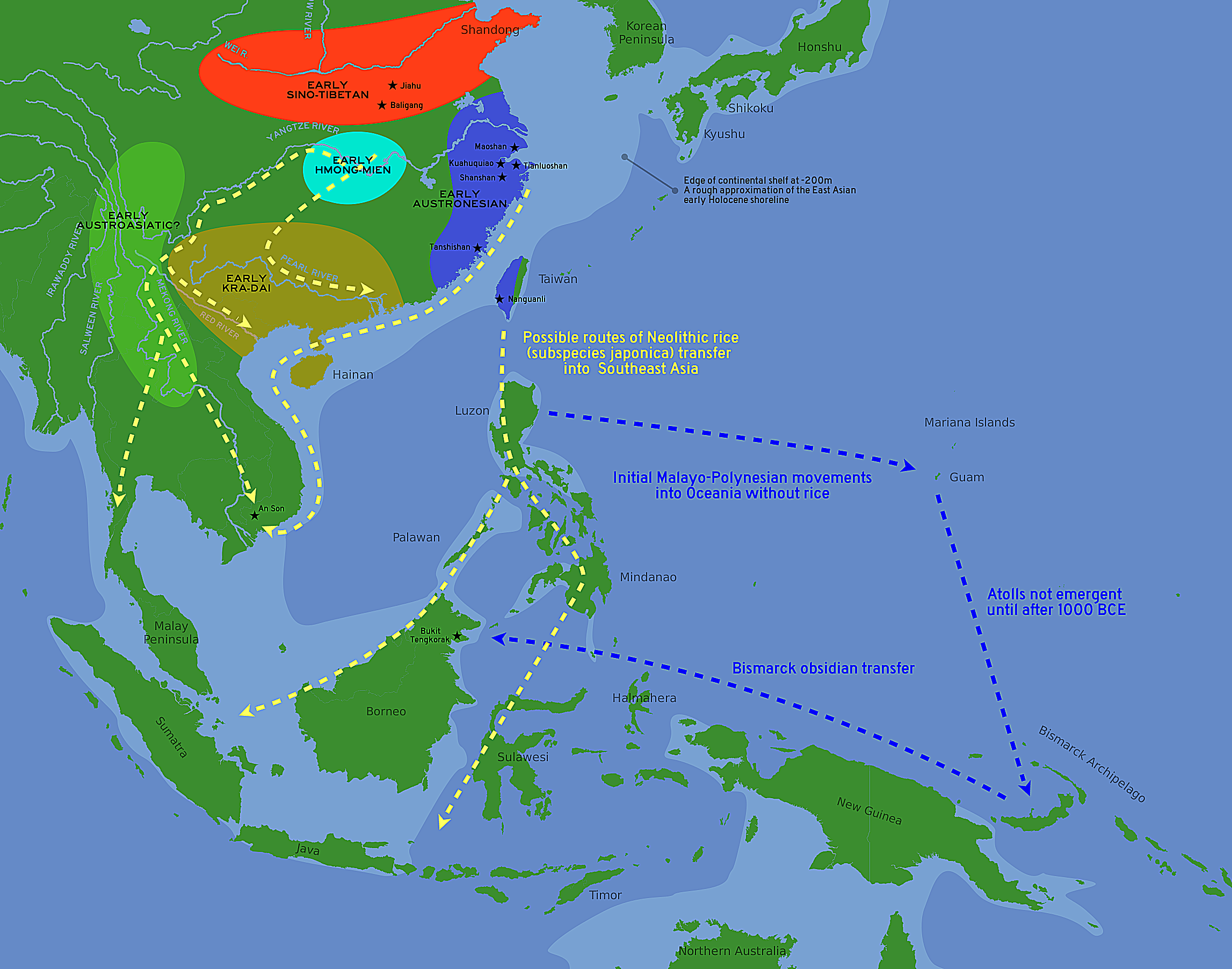
Probabili percorsi di diffusione del riso dal 3500 al 500 a.C. circa. (Bellwood, 2011)

Il riso (così come cani e maiali) non è sopravvissuto ai primi viaggi degli austronesiani in Micronesia a causa della distanza dell'oceano che stavano attraversando. Questi viaggiatori furono gli antenati della cultura Lapita. Tuttavia, la conoscenza della coltivazione del riso è ancora evidente nel modo in cui hanno adattato le tecniche di agricoltura delle zone umide alla coltivazione del taro. La cultura Lapita nell'arcipelago di Bismarck ristabilì i collegamenti commerciali con altri austronesiani. Sono anche entrati in contatto con i primi agricoltori non austronesiani (papuani) della Nuova Guinea e hanno introdotto loro tecniche di coltivazione delle zone umide.
Il riso e altre piante coltivate a scopo alimentare nel sud-est asiatico furono successivamente introdotte in Madagascar, nelle Comore e nella costa dell'Africa orientale intorno al I millennio d.C. dai coloni austronesiani delle Grandi Isole della Sonda.
Molto più tardi i viaggi austronesiani dal sud-est asiatico insulare riuscirono a portare il riso a Guam durante il periodo Latte (dal 900 al 1700 d.C.). Guam è l'unica isola in Oceania in cui il riso veniva coltivato già in epoca pre-coloniale.
Nel sud-est asiatico continentale, il riso si presumeva si diffuse attraverso il commercio fluviale tra le prime popolazioni che parlavano lingue hmong-mien del bacino del centro dello Yangtze e le prime popolazioni che parlavano lingue kra-dai del fiume delle Perle e dei bacini del fiume Rosso, oltre alle prime popolazioni di lingua austroasiatica del bacino del Mekong. Le prove della coltivazione del riso in queste regioni risalgono a poco più tardi dell'insediamento dei Dapenkeng a Taiwan, intorno al 3000 a.C. Le migrazioni verso sud degli austroasiatici e Kra-Dai lo introdussero nel sud-est asiatico. Le prime prove della coltivazione del riso nel sud-est asiatico provengono dal sito di Ban Chiang, nel nord della Thailandia (tra il 2000 e 1500 a.C.) e dal sito An Sơn nel sud del Vietnam (tra il 2000 e 1200 a.C.).

### Penisola coreana e arcipelago giapponese
Prove archeologiche da indagini paleoetnobotaniche indicano che il riso coltivato in terre asciutte fu introdotto in Corea e in Giappone tra il 3500 e il 1200 a.C. La coltivazione del riso avveniva su piccola scala e le prove mostrano che in alcuni casi i cereali domestici e quelli selvatici venivano piantati insieme.
La coltivazione del riso in terra umida fu introdotta in Corea poco prima o durante il periodo della ceramica Mumun (850-550 a.C. circa) e raggiunse il Giappone durante la fine del periodo Jōmon o l'inizio del periodo Yayoi, intorno al 300 a.C.

### Subcontinente indiano
Il riso veniva coltivato nel subcontinente indiano già dal 5000 a.C. "Numerosi cereali selvatici, compreso il riso, sono cresciuti nelle colline di Vindhyan e la coltivazione del riso, in siti come Chopani-Mando e , potrebbe essere stata avviata già nel 7000 a.C. Il riso è apparso nelle regioni della valle di Belan e del Gange nell'India settentrionale rispettivamente già nel 4530 a.C. e nel 5440 a.C. Il primo processo di addomesticamento del riso nell'antica India si basava sulla specie selvatica Oryza nivara, a cui seguì lo sviluppo della coltivazione di Oryza sativa var. indica e Oryza sativa var. japonica.
Il riso fu coltivato anche nella civiltà della valle dell'Indo (III millennio a.C.). L'attività agricola durante il secondo millennio a.C. includeva la coltivazione del riso nelle regioni del Kashmir e Harrappan.
Riso da O. sativa è stato ritrovato in una tomba a Susa in Iran (risalente al I secolo d.C.); nello stesso periodo il riso veniva coltivato nella pianura padana in Italia. Nel nord dell'Iran, nella provincia di Gilan, sono state coltivate molte cultivar del riso indica, tra cui "Gerdeh", "Hashemi", "Hasani" e "Gharib".

### Italia
Dopo che il riso era stato usato per secoli a scopi terapeutici, iniziò ad essere coltivato anche in Italia. Le ipotesi sulle origini della risicoltura nella penisola sono tre: la prima la riconduce agli Arabi nell'Anno Mille in Sicilia; la seconda la fa risalire agli Aragonesi a fine Trecento a Napoli; e la terza la attribuisce ai mercanti veneziani d'Oriente. Con certezza nel tempo la risicoltura si sviluppò maggiormente nell'area lombarda, dove la presenza di terreni allagati offriva le condizioni ideali per la sua coltivazione. La prima risaia italiana fu inaugurata nel 1468, e il primo documento che ne comprova la coltivazione in Italia fu una lettera di Galeazzo Maria Sforza del 1475, con la quale prometteva l'invio di riso al duca di Ferrara. Con le prime coltivazioni lombarde il riso divenne un elemento dell'alimentazione locale. La coltivazione si diffuse rapidamente nelle zone paludose della Pianura Padana, generando un aumento dei casi di malaria. I provvedimenti per limitarne la coltivazione nei pressi dei centri abitati non fermarono l'espansione del riso, anche perché garantiva guadagni superiori a quelli di altri cereali. Un altro motivo della sua diffusione fu probabilmente il grande utilizzo che se ne fece nel XVI secolo, quando in tutto il Mediterraneo occidentale carestia e peste avevano ridotto le popolazioni alla fame.
La coltivazione si diffuse quindi prima in Emilia e poi in Toscana, dove però fu limitata per la minore disponibilità di acqua. Verso la fine del XVII secolo le coltivazioni erano molte in Pianura Padana, in Toscana e in alcune zone di Calabria e Sicilia. Nel 1700 le risaie del milanese occupavano una superficie di oltre 20000 ha, mentre nel 1850 nel solo vercellese erano destinati alla coltura circa 30000 ha.

## Produzione
| Produzione di riso – 2018             | Produzione di riso – 2018          |
| Paese                                 | Produzione (milioni di tonnellate) |
| ------------------------------------- | ---------------------------------- |
| Cina                                  | 212,1                              |
| India                                 | 172,5                              |
| Indonesia                             | 83,0                               |
| Bangladesh                            | 56,4                               |
| Vietnam                               | 44,0                               |
| Thailandia                            | 32,1                               |
| Birmania                              | 25,4                               |
| Filippine                             | 19,0                               |
| Brasile                               | 11,7                               |
| Pakistan                              | 10,8                               |
| Mondo                                 | 782,0                              |
| Source: FAOSTAT of the United Nations |                                    |

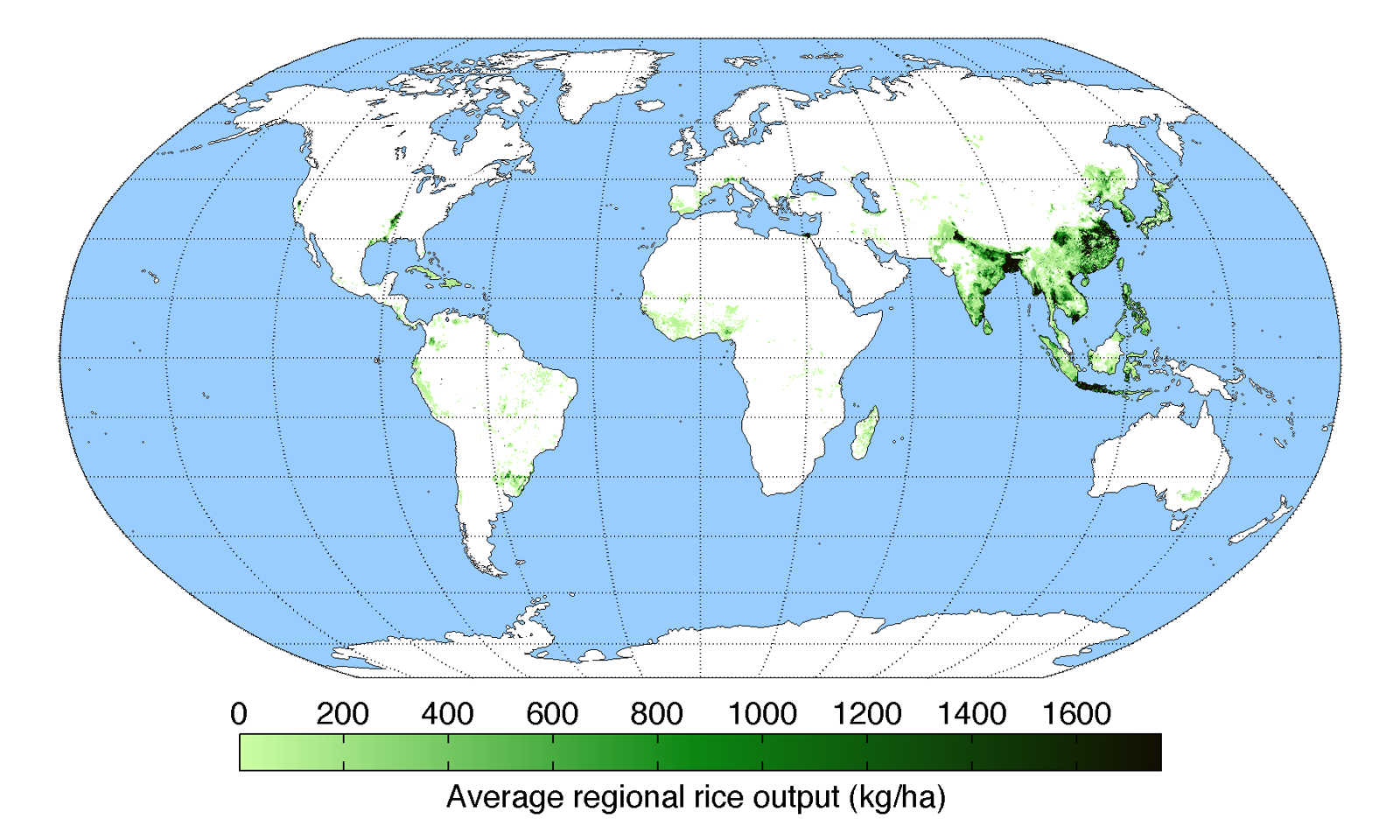
Produzione di riso nel mondo.

Nel 2016 la produzione mondiale di riso è stata di 741 milioni di tonnellate, guidata da Cina e India, che assieme hanno prodotto il 50% del totale. Altri importanti produttori sono stati l'Indonesia, il Bangladesh e il Vietnam (vedi tabella). I paesi in via di sviluppo rappresentano il 95% della produzione totale.
Il riso è un alimento importante, specialmente per la popolazione rurale e la loro sicurezza alimentare. È coltivato principalmente da piccoli agricoltori in campi di estensione minore di un ettaro. Il riso è vitale per l'alimentazione di gran parte della popolazione in Asia, così come in America Latina, nei Caraibi e in Africa.
Molti paesi produttori di riso hanno perdite significative durante le fasi dopo il raccolto e a causa di strade carenti, tecnologie di stoccaggio inadeguate, catene di approvvigionamento inefficienti e incapacità degli agricoltori di portare i prodotti nei mercati al dettaglio, dominati da piccoli commercianti. Uno studio della Banca Mondiale e della FAO afferma che ogni anno in media una quantità dall'8% al 26% di riso viene persa nei paesi in via di sviluppo a causa di problemi post-raccolta e di infrastrutture inadeguate. Alcune fonti sostengono che le perdite post-raccolta superino il 40%. Secondo tale studio, come conseguenza di tali perdite, oltre ad una riduzione della sicurezza alimentare nel mondo, gli agricoltori nei paesi in via di sviluppo come la Cina, l'India e altri perdono circa 89 miliardi di dollari di guadagno in perdite prevenibili dopo il raccolto, trasporti scadenti, mancanza di uno stoccaggio adeguato e vendita al dettaglio. Uno studio afferma che se queste perdite di riso post-raccolta potessero essere eliminate con migliori infrastrutture e una rete di vendita al dettaglio, nella sola India verrebbe risparmiata ogni anno una quantità di cibo sufficiente ad alimentare da 70 a 100 milioni di persone.

### Italia

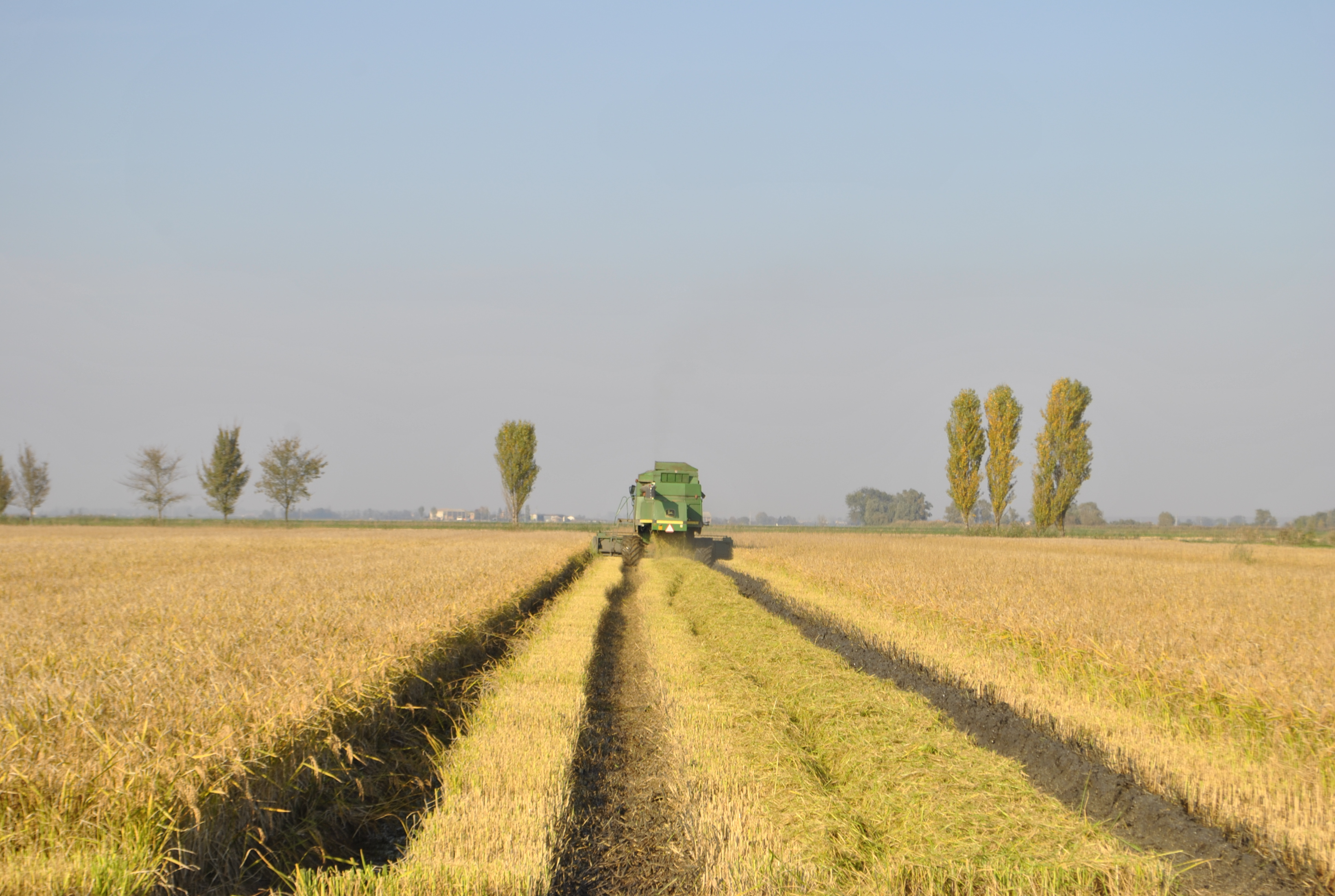
Trebbiatura del riso a Jolanda di Savoia (Ferrara)

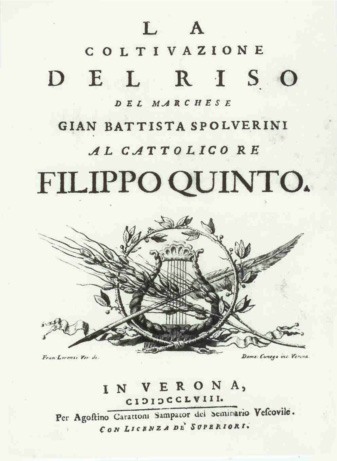
Illustrazione tratta da "La coltivazione del riso", ripresa da Biblioteca Nuova terra antica

L'Italia, con 1,44 milioni di tonnellate di riso prodotte nel 2005, rappresenta il principale produttore europeo e il ventisettesimo a livello mondiale. La coltivazione è concentrata principalmente nelle regioni Piemonte e Lombardia (93% della produzione nazionale), in quello che viene chiamato il "triangolo d'oro del riso", composto dalle tre province di Vercelli, Novara e Pavia. Nelle provincia pavese hanno sede le aziende italiane del settore più importanti a livello internazionale: a Pavia la Riso Scotti, a Robbio la Riso Gallo ed a Valle Lomellina la Euricom, proprietaria dei marchi Curtiriso e Riso Flora e fornitrice di grandi quantitativi di cereale per la grande distribuzione organizzata. Il riso in Italia viene inoltre coltivato sulla sinistra del fiume Mincio nella provincia di Mantova, in Emilia-Romagna nel basso ferrarese, in Veneto, in particolare nella bassa Veronese (Isola della Scala) e nel Vicentino centrale (Grumolo delle Abbadesse), in Friuli, in alcune zone maremmane, in Sardegna nella valle del Tirso e in Calabria nella Piana di Sibari.

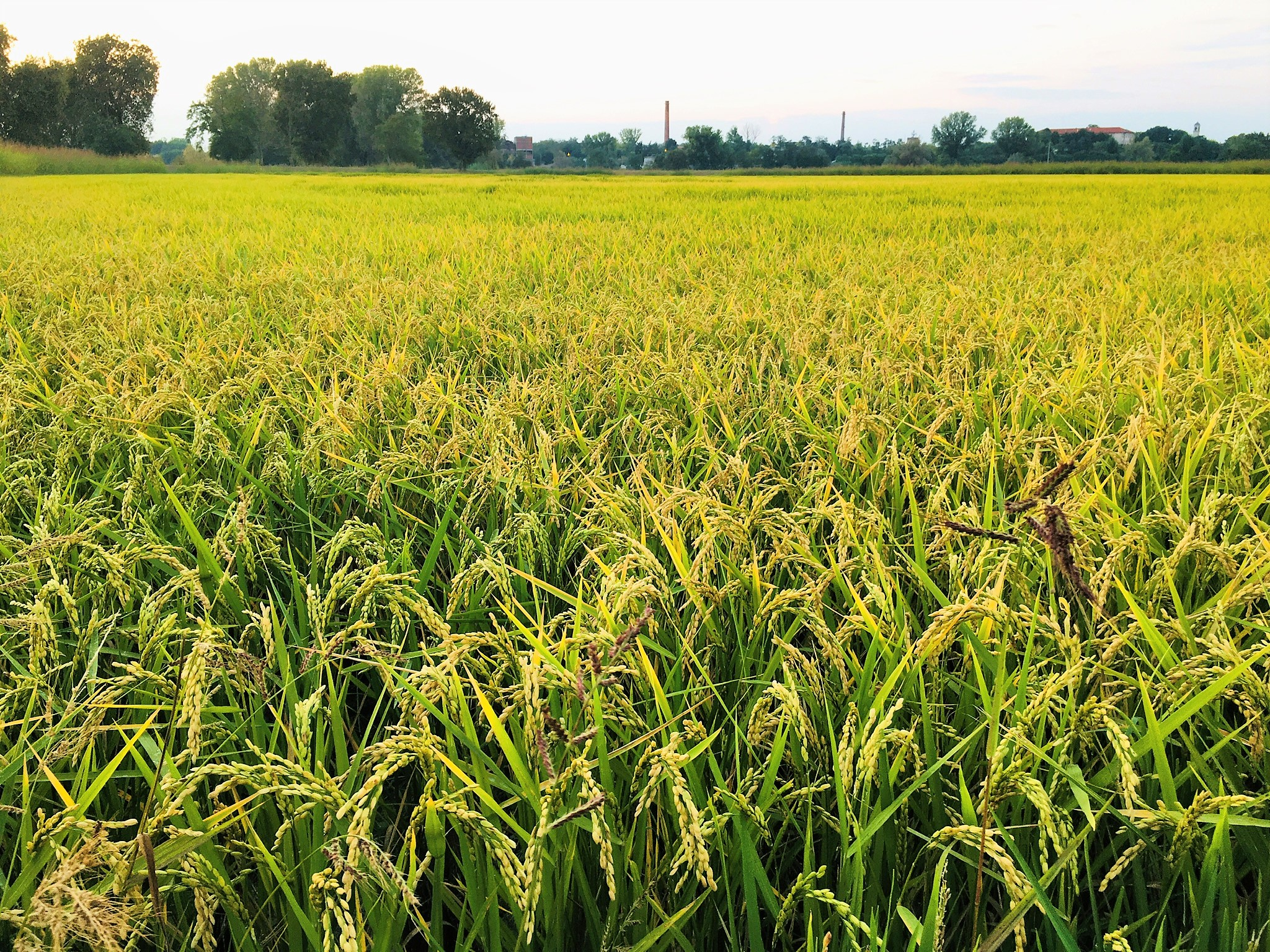
Un campo di riso presso Pavia.

Le maggiori province per produzione di riso sono: Pavia, 84000 ha coperti da risaie; Vercelli, 70000 ha; Novara, 30000 ha; Milano, 14000 ha; Alessandria, 8000 ha, Ferrara, 8000 ha, Biella, 4000 ha; Verona, 2500 ha; Lodi, 2000 ha; Mantova, 1200 ha.

## Tecnica di lavorazione
La cariosside del riso (che costituisce il frutto della pianta), appena raccolta attraverso l'operazione di mietitura, è detta risone, riso grezzo o riso vestito. Esso viene lavorato tramite operazioni atte a liberarlo dalle parti tegumentali, le glume e le glumelle (o glumette), che andranno a costituire la lolla (o pula).

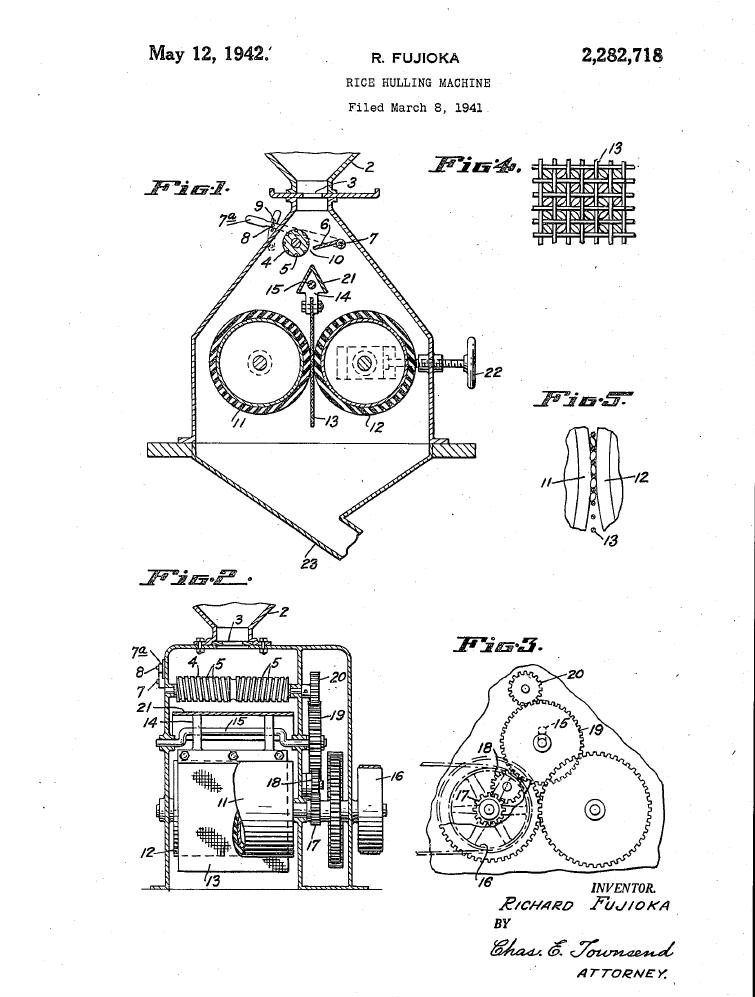
Schema di funzionamento di un'apparecchiatura per la sbramatura del riso (sbramino) in un brevetto del 1941.

Per rendere il riso commestibile, sono necessarie varie lavorazioni, da svolgere in un'industria risiera. Nell'ordine:
1. L'essiccazione a temperature intorno a 35-40 °C, con conseguente riduzione del contenuto di acqua dal 24% al 14%,[1] in modo da potere rendere il riso più idoneo alla sua conservazione e lavorazione successiva.[36]
2. Lo stoccaggio, durante il quale il riso viene fatto "riposare" per migliorarne le caratteristiche.[36] È possibile eseguire uno stoccaggio di durata particolarmente lunga per invecchiare il riso prima di procedere alla sua lavorazione. La tecnica di invecchiamento del riso deriva da una tradizione dell'antica Cina e consiste nella conservazione del risone, o riso grezzo, in appositi silos a temperatura controllata. Dopo un periodo variabile di minimo un anno, il risone viene lavorato con le tecniche tradizionali. L'invecchiamento rende l'amido e le proteine del riso meno solubili, con la conseguenza di richiedere maggiori tempi di cottura.
3. La pulitura, per separare il riso da impurità, fili d'erba, terriccio e sassi.[36]
4. La sbramatura o scorzatura,[1] che viene effettuata facendo passare il riso nel cosiddetto "sbramino",[36] ovvero un'apparecchiatura costituita da due dischi a smeriglio, ruotanti in senso contrario e ad adeguata distanza, che rompono le glumelle senza intaccare il granello.
5. La sbiancatura o raffinatura o pilatura, che prevede uno o più passaggi nella sbiancatrice, in cui due coni (uno dentro l'altro) ricoperti da una superficie smerigliata tolgono i residui delle glumelle e il pericarpo.[36] Il risone, una volta liberato delle glumette che lo racchiudono ed opportunamente lavorato presenta un colore bianco avorio e consistenza dura. Nello stesso tempo, vengono eliminati i grani rotti o sottili attraverso dei separatori ad alveoli o a filo chiamati "bonarde".[1] Si ottiene così il riso semilavorato o bianco o mercantile.[1] La gemma del riso asportata durante la sbiancatura viene recuperata per ottenere olio di riso,[36] mentre altre parti eliminate sono utilizzate per produrre "farinaccio", dal quale si ottengono mangimi per animali.[36]
6. La lucidatura, compiuta in macchinari simili alle sbiancatrici ma con coni rivestiti da strisce di cuoio, che ha lo scopo di rendere il chicco più bianco e levigato. Il riso così ottenuto è noto come riso lavorato o raffinato. Esso viene infine selezionato e confezionato.

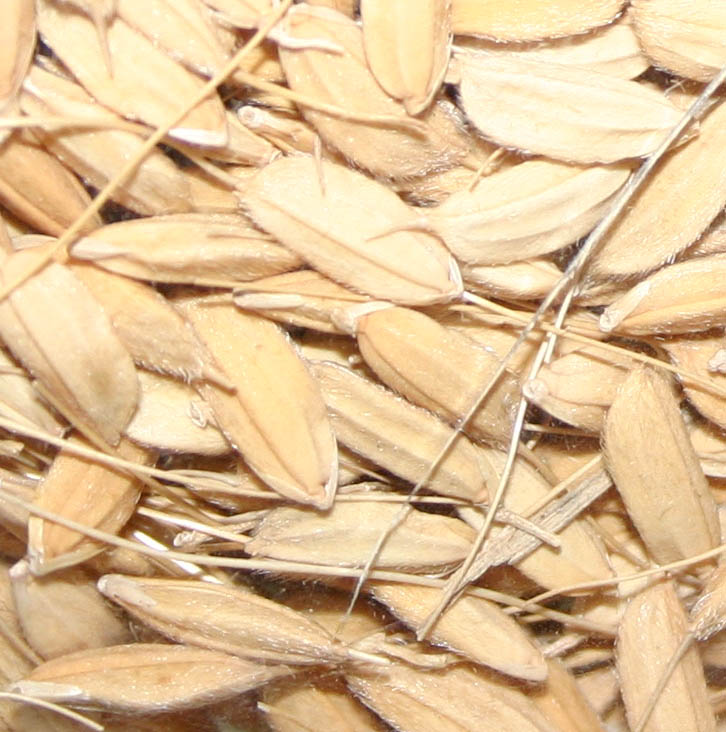
Risone
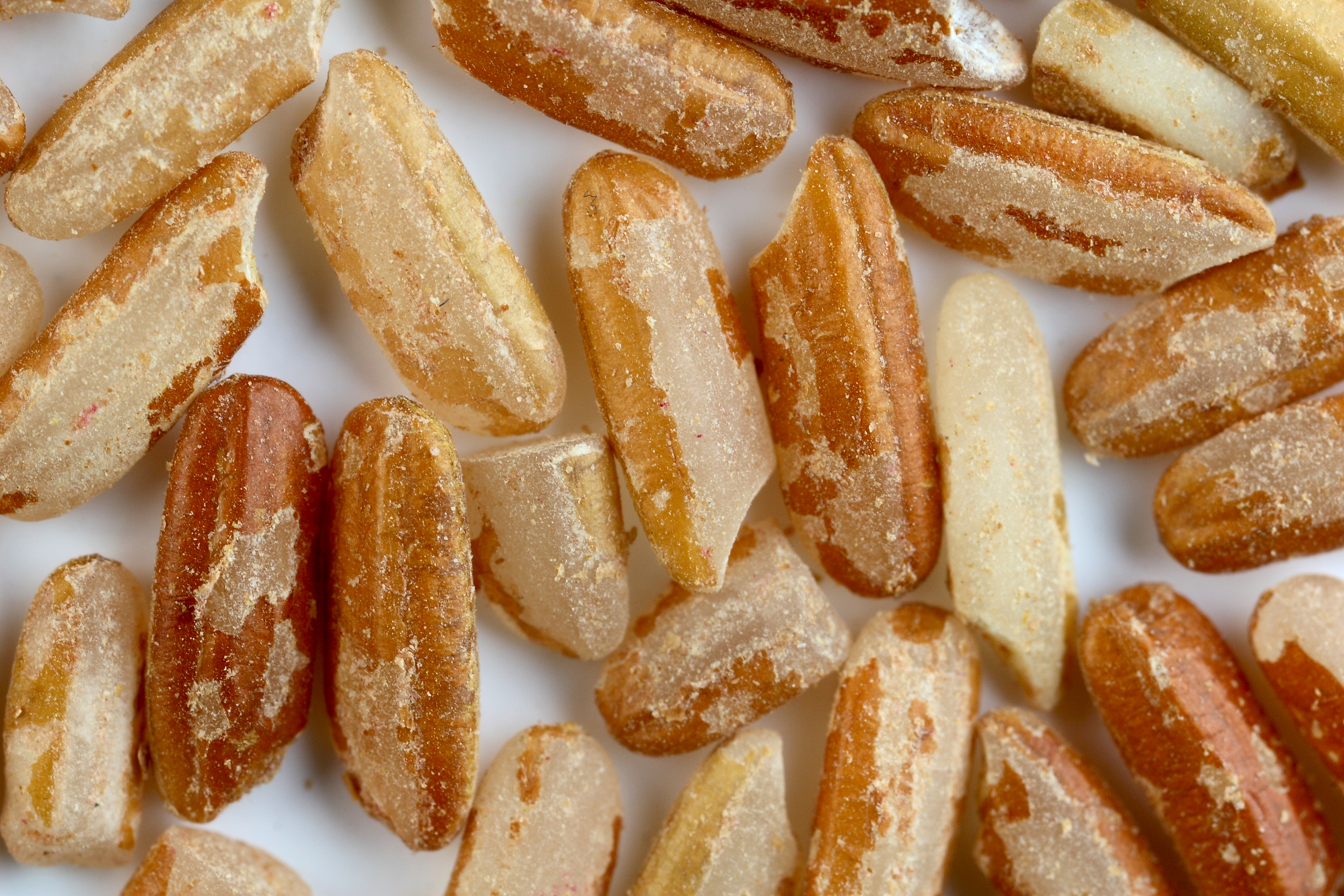
Riso non ancora sbiancato, ricoperto dai residui delle glumelle
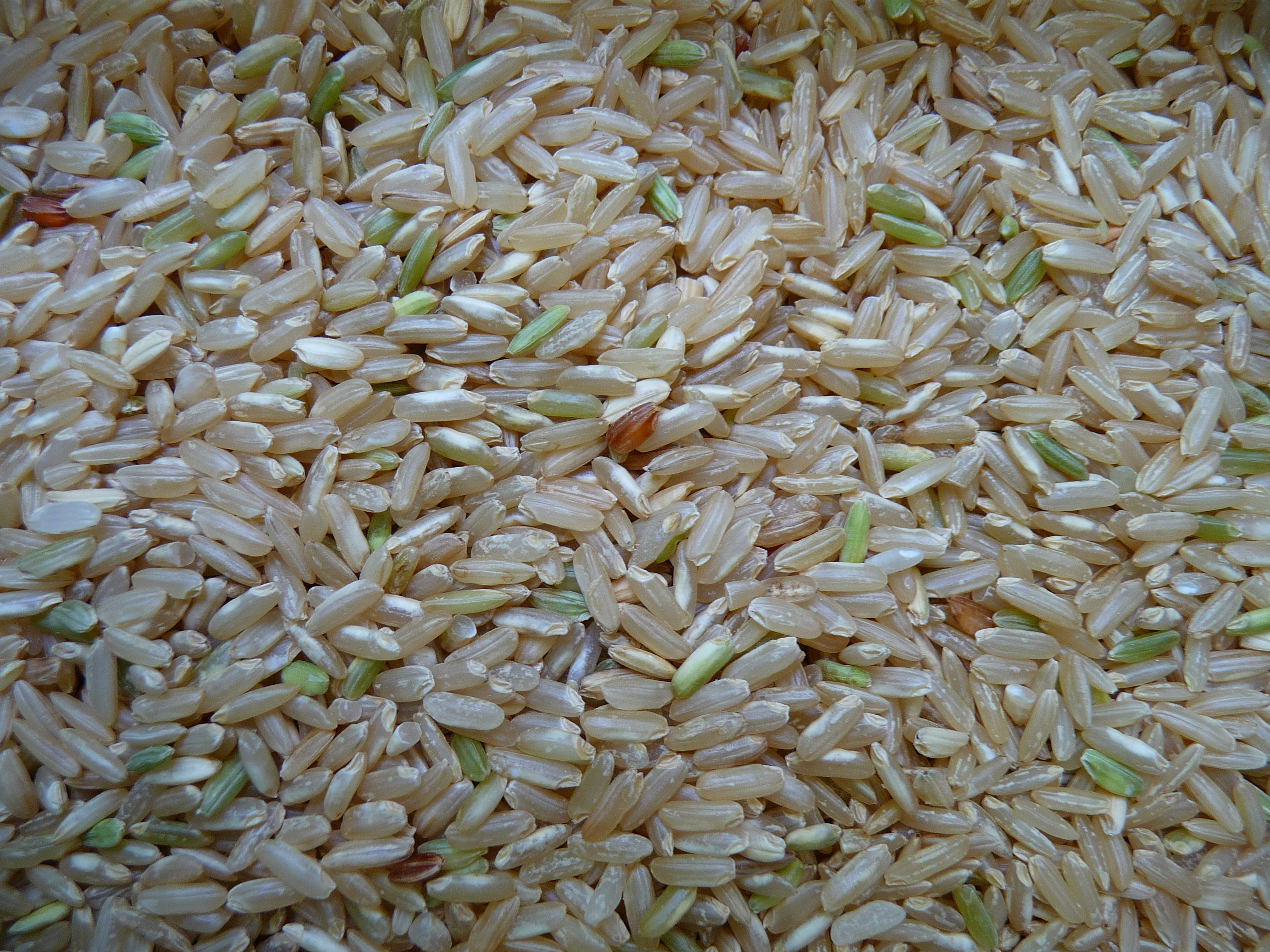
Riso in fase di lavorazione, non ancora selezionato (si notino i chicchi di riso verdi, ancora non maturi)
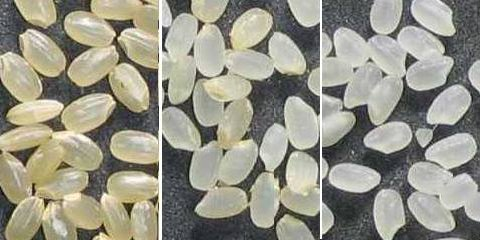
Variazioni nell'aspetto dei chicchi di riso durante il processo di lavorazione.
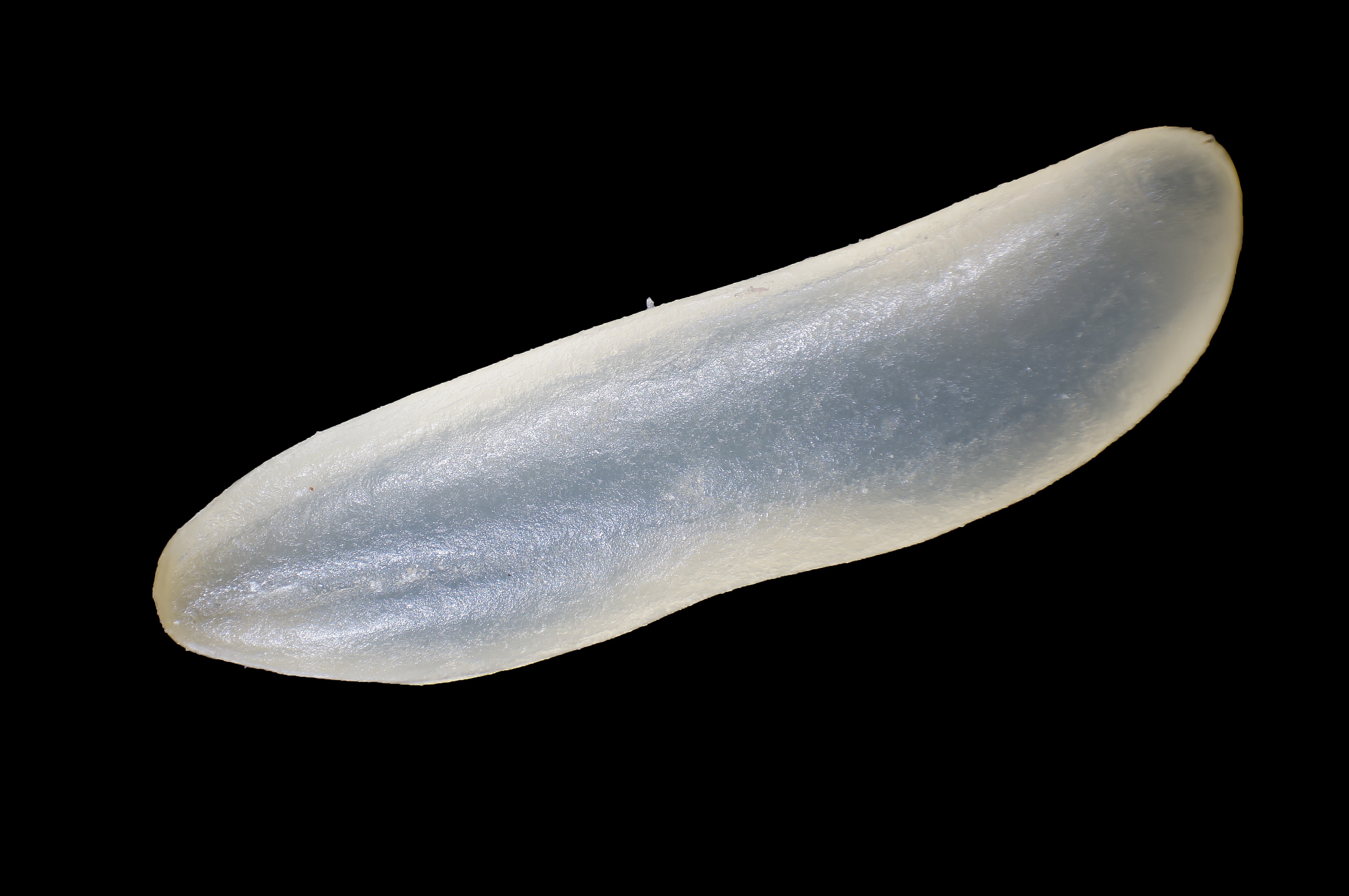
Chicco di riso lavorato visto al microscopio
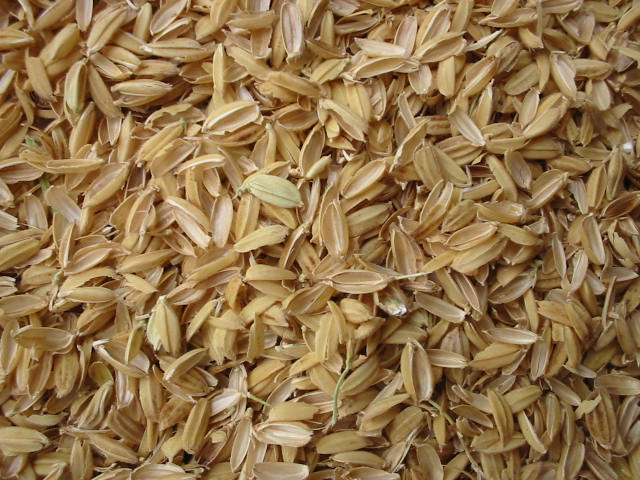
Residui della lavorazione del riso (lolla).

È poi possibile effettuare altri due procedimenti:
- La brillatura, che prevede un trattamento con talco o glucosio, che fornisce il riso brillato, bianco e traslucido.
- L'oliatura, in cui si ricopre il riso raffinato con un sottile strato di olio di lino o vaselina; il riso così ottenuto è anche detto "camolino".

L'operazione di brillatura era molto comune, tuttavia nella maggior parte degli impianti attuali la lucidatura avviene tramite l'acqua polverizzata che attraversando il flusso di riso porta via la polvere residuale della lavorazione.
I vari tipi di riso così ottenibili sono:
- riso greggio: il seme della pianta di riso ancora rivestito dalle glumelle denominate «lolla»;
- riso semigreggio (o integrale): il prodotto ottenuto dalla sbramatura del riso greggio con completa asportazione della lolla; il processo di sbramatura può dare luogo a scalfitture del pericarpo;
- riso: il prodotto ottenuto dalla lavorazione del riso greggio con completa asportazione della lolla e successiva parziale o completa asportazione del pericarpo e del germe;
- il riso camolino, che si ottiene dopo l'oliatura;
- il riso brillato, che si ottiene ricoprendolo con talco o glucosio.

Il riso parboiled (detto anche avorio o cristallo) ha la particolarità di essere sottoposto a un particolare processo, detto parboilizzazione, consistente nel sottoporre il risone ad un trattamento idrotermico e successivo essiccamento. Ciò determina la parziale gelatinizzazione dell'amido, la denaturazione delle proteine dell'endosperma e la migrazione verso gli strati più interni di alcune vitamine e sali minerali aumentandone così il valore nutrizionale. Come svantaggio, il riso ottenuto a fine processo si presenta più scuro e con un aroma differente.

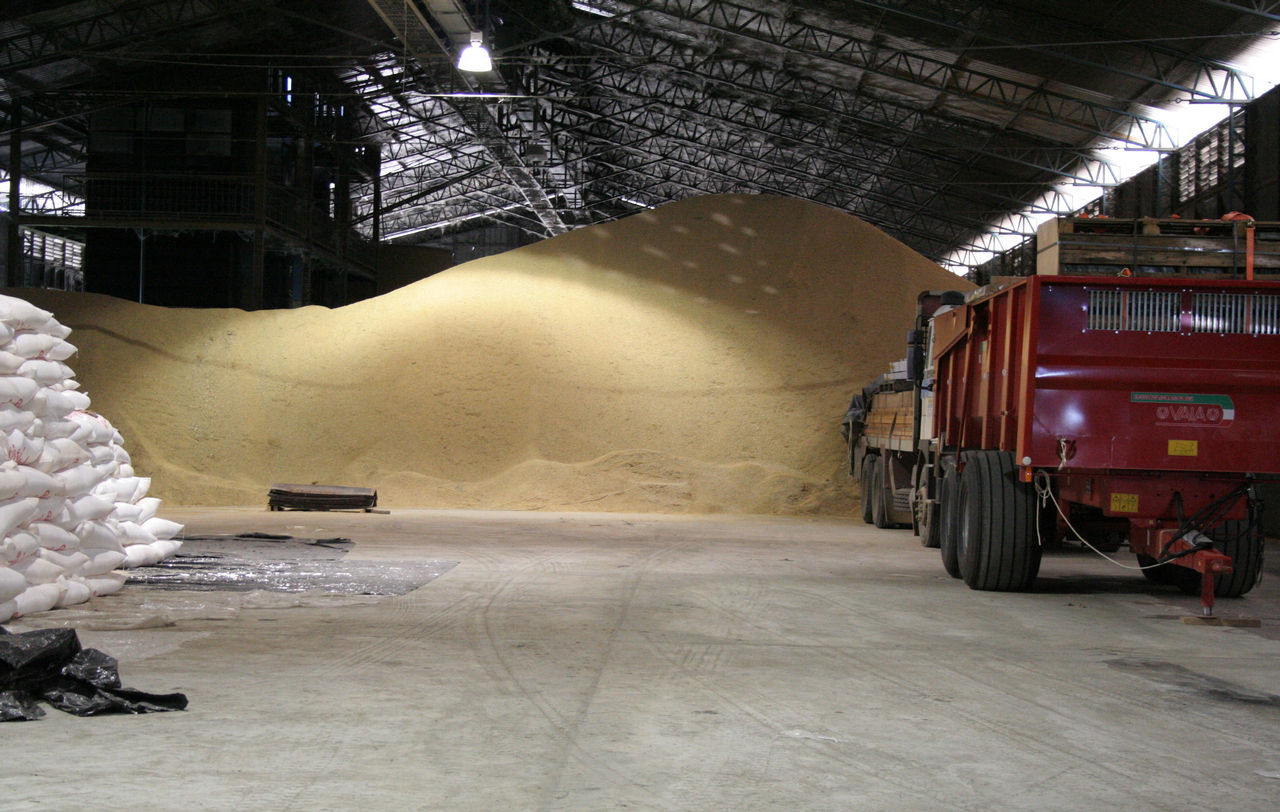
Punto di stoccaggio all'interno di un impianto di produzione di riso
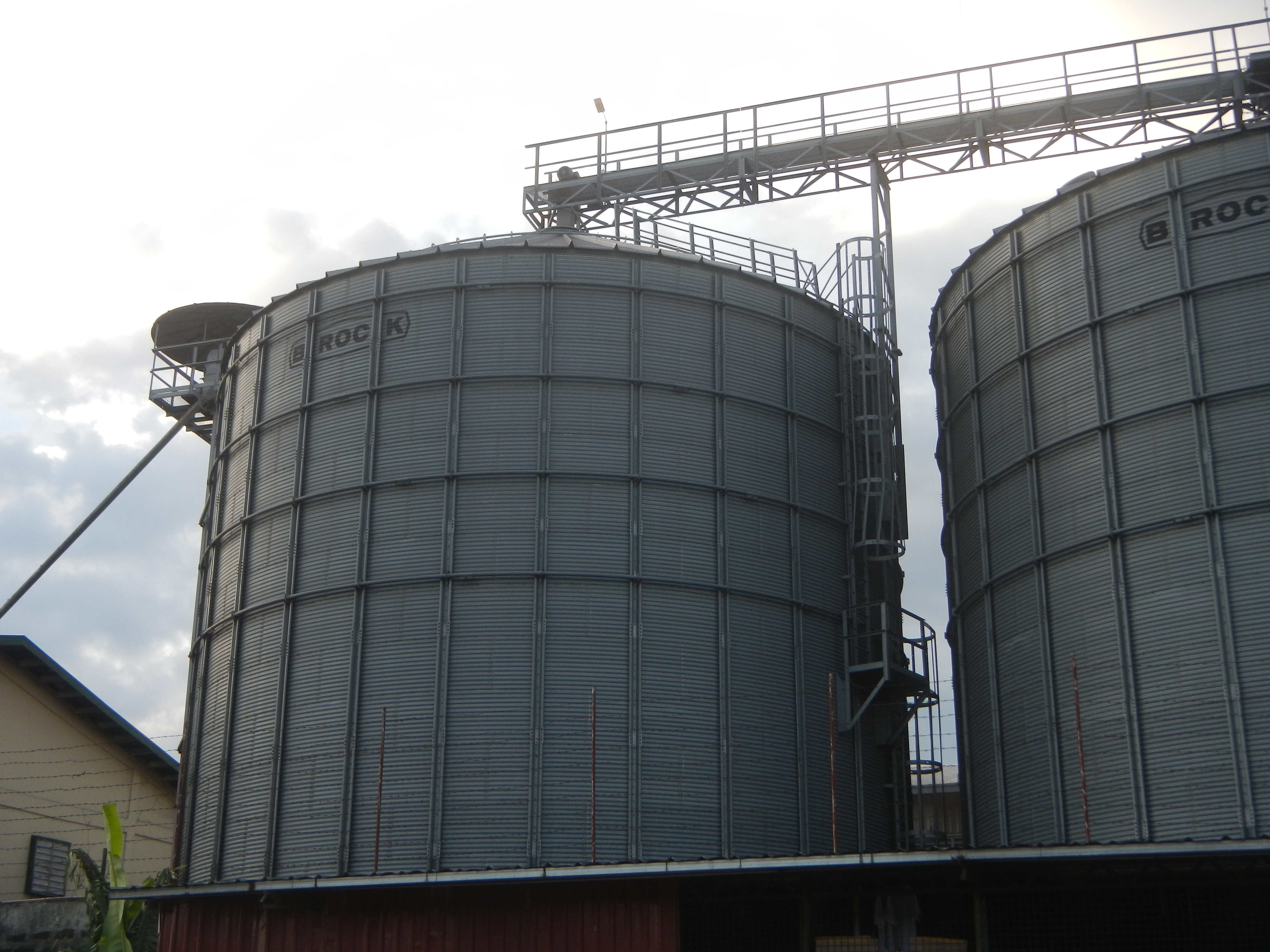
Silos per lo stoccaggio del riso (Filippine)
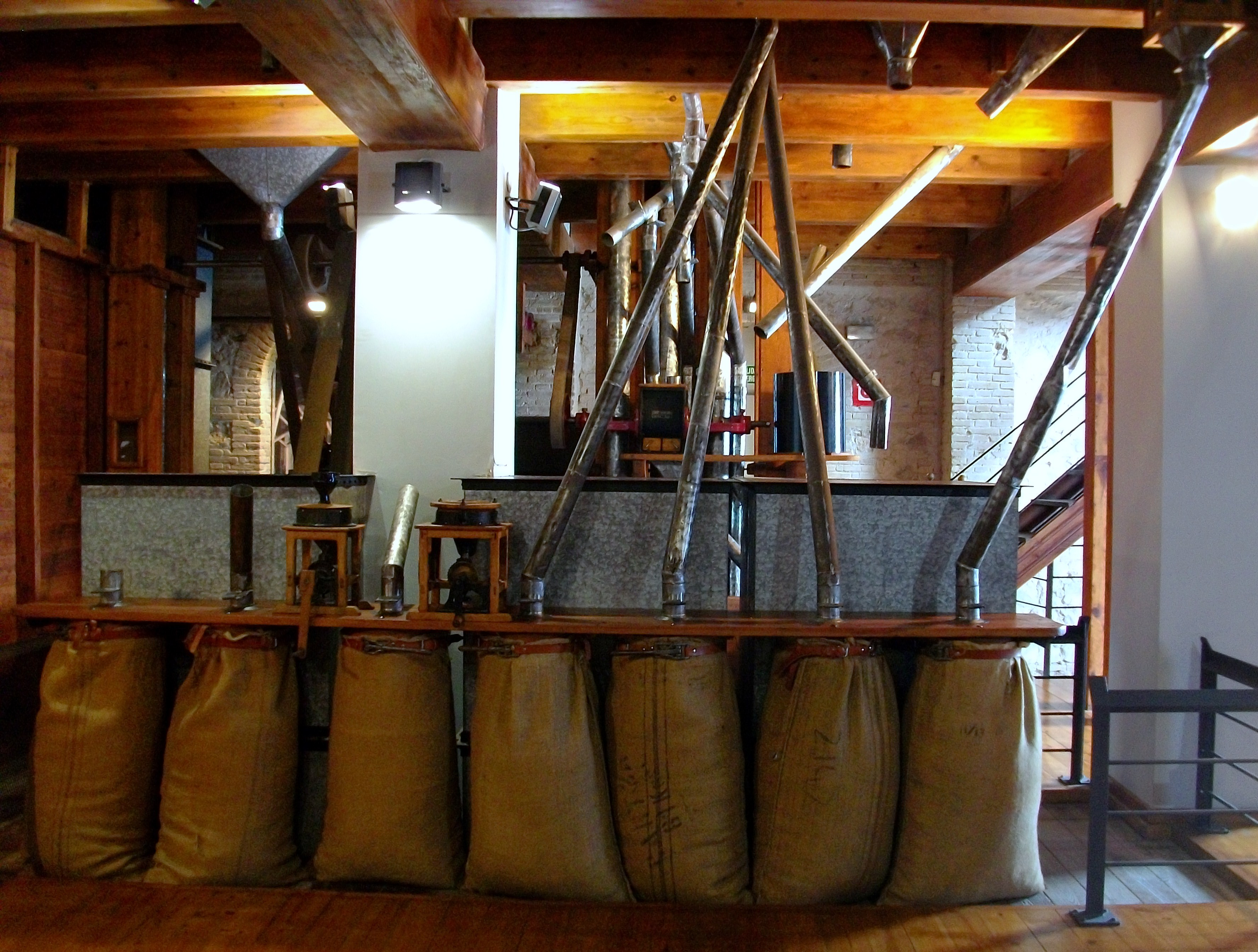
Antico sistema di imballaggio del riso (museo del riso di Valencia, Spagna)
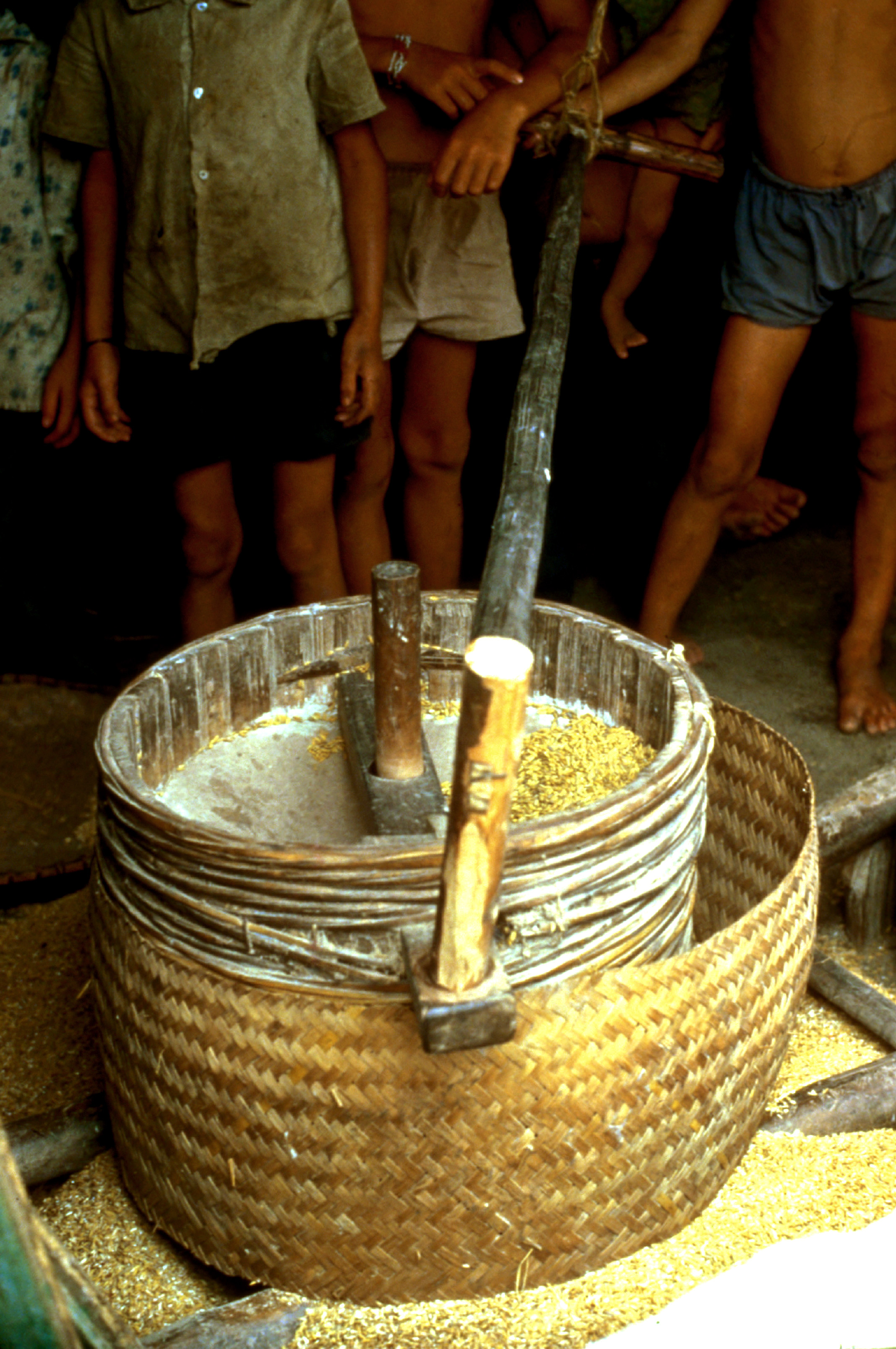
Lavorazione manuale del riso (Vietnam).

## Varietà

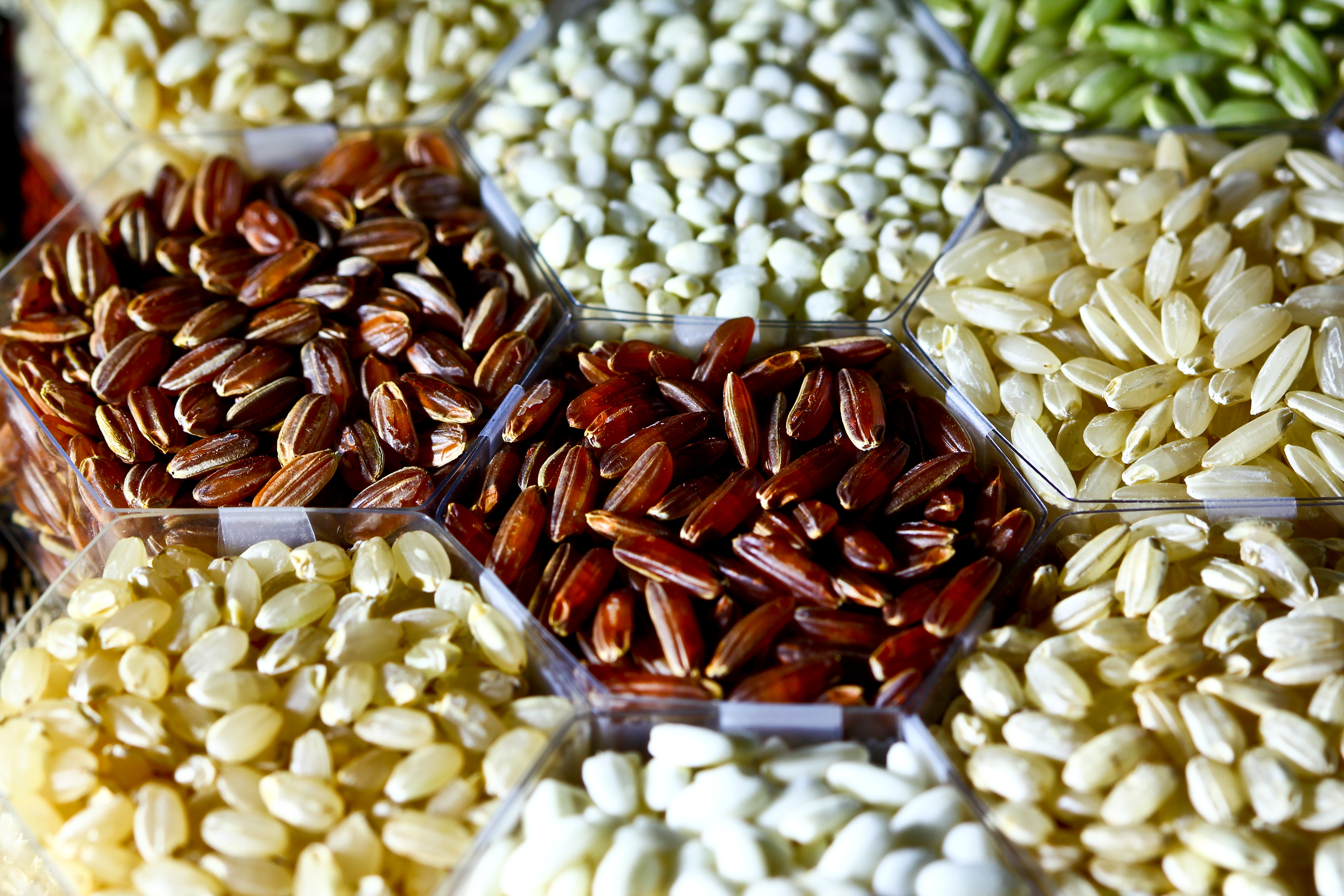
Il riso può presentarsi in molti colori, forme e dimensioni. Foto a cura dell'IRRI.

Per classificare le tipologie di riso, importanti sono le sezioni trasversali e longitudinali delle cariossidi; uno dei parametri è il rapporto lunghezza/larghezza, altro carattere è l'evidenziazione del dente (presenza dell'embrione). La striscia può essere più o meno scura, la perla può essere vitrea o perlata.
La ssp. japonica dell'Oryza sativa si divide in 5 tipologie commerciali:
- Risi comuni (tondi e piccoli)
- Risi semifini (tondi di media lunghezza)
- Risi fini (affusolati e lunghi)
- Risi superfini (grossi e lunghi)
- Risi aromatici

Alcune varietà di riso sono:
- Arborio
- Baldo
- Basmati
- Bomba
- Carnaroli
- Jasmine
- Lido
- Maratelli
- Originario
- Razza 77
- Ribe
- Riso di Grumolo delle Abbadesse
- Riso nero glutinoso
- Riso Roma
- Riso Venere
- Riso Vialone Nano Veronese
- Rosa Marchetti
- Vialone Nano

In Italia con il Decreto Legislativo n.131/2017 viene abrogata la legge del 1958 e vengono definiti i criteri per la commercializzazione al pubblico del riso (riso da interno). In questo decreto (allegato 2) vengono definite 6 varietà tradizionali nominali:
1. Ribe
2. Arborio
3. Roma o Baldo
4. Carnaroli
5. Vialone nano
6. S. Andrea

entro le quali afferiscono tutte le altre varietà coltivate.
Ad ognuna di queste vengono associati degli elenchi di varietà iscritte che possono essere vendute esclusivamente con il nome delle varietà tradizionali. Ad esempio la varietà Leonidas CL è inserita nell’elenco che fa riferimento al Carnaroli per cui può essere commercializzata solo con la denominazione “Carnaroli” non col suo nome Leonidas CL. Questo significa che, quando si acquista un pacco di riso Carnaroli, è possibile trovare all’interno una qualunque delle 11 varietà che rientrano dell’elenco di riferimento.

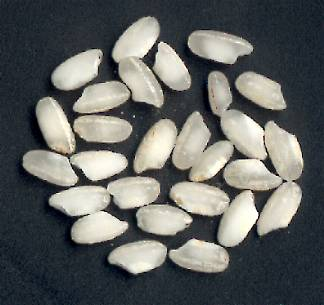
Chicchi di riso della varietà Arborio
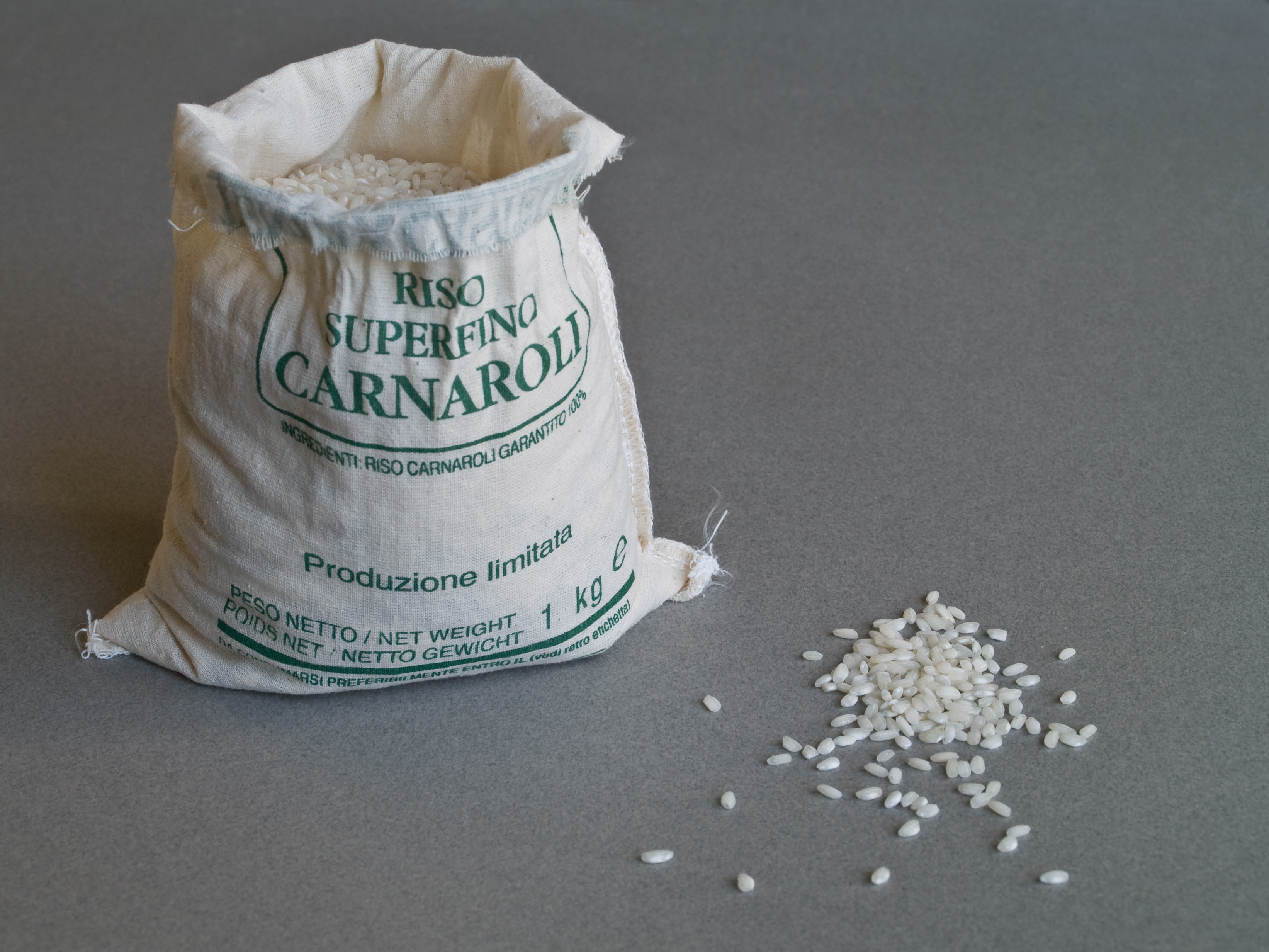
Riso della varietà Carnaroli
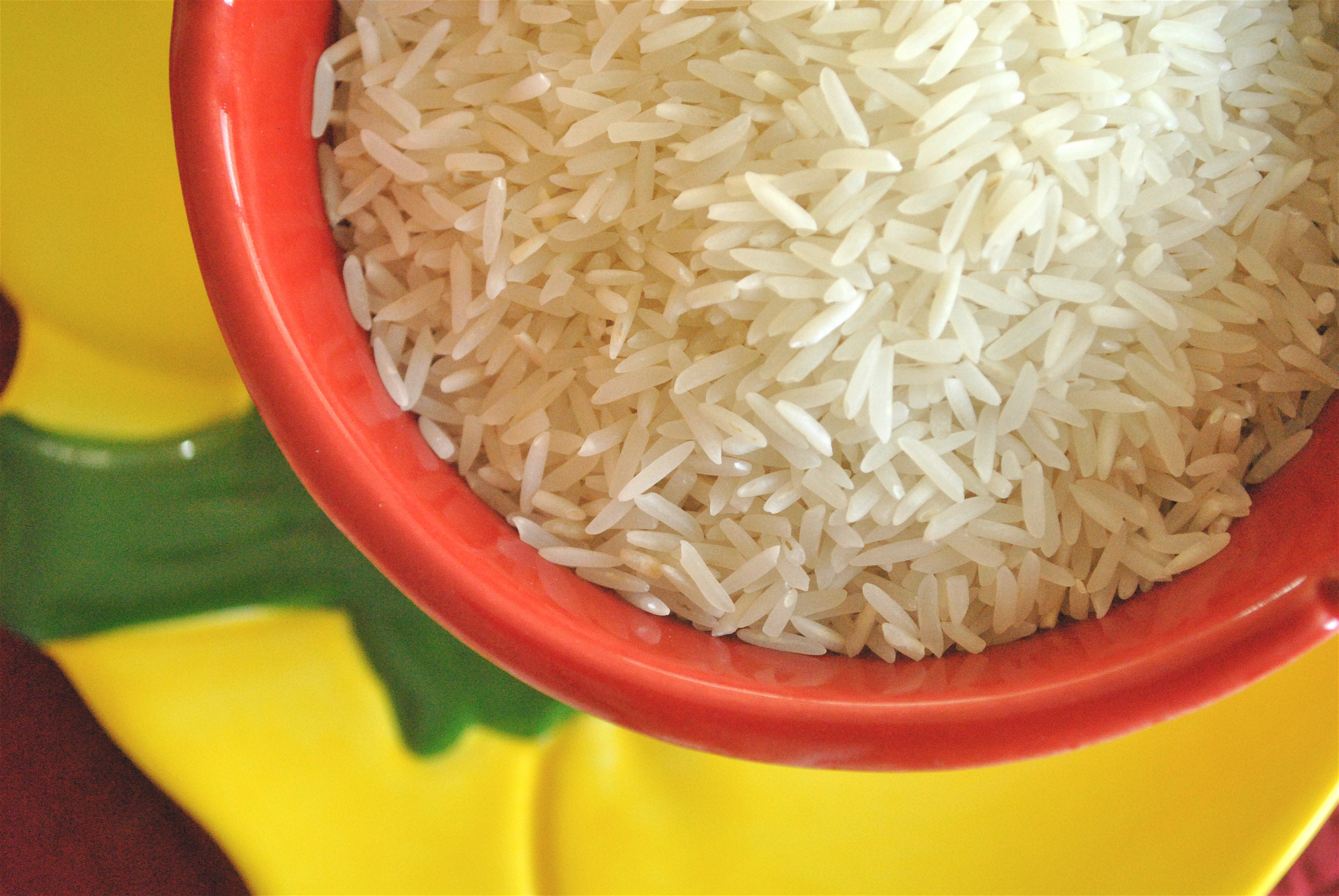
Riso Basmati
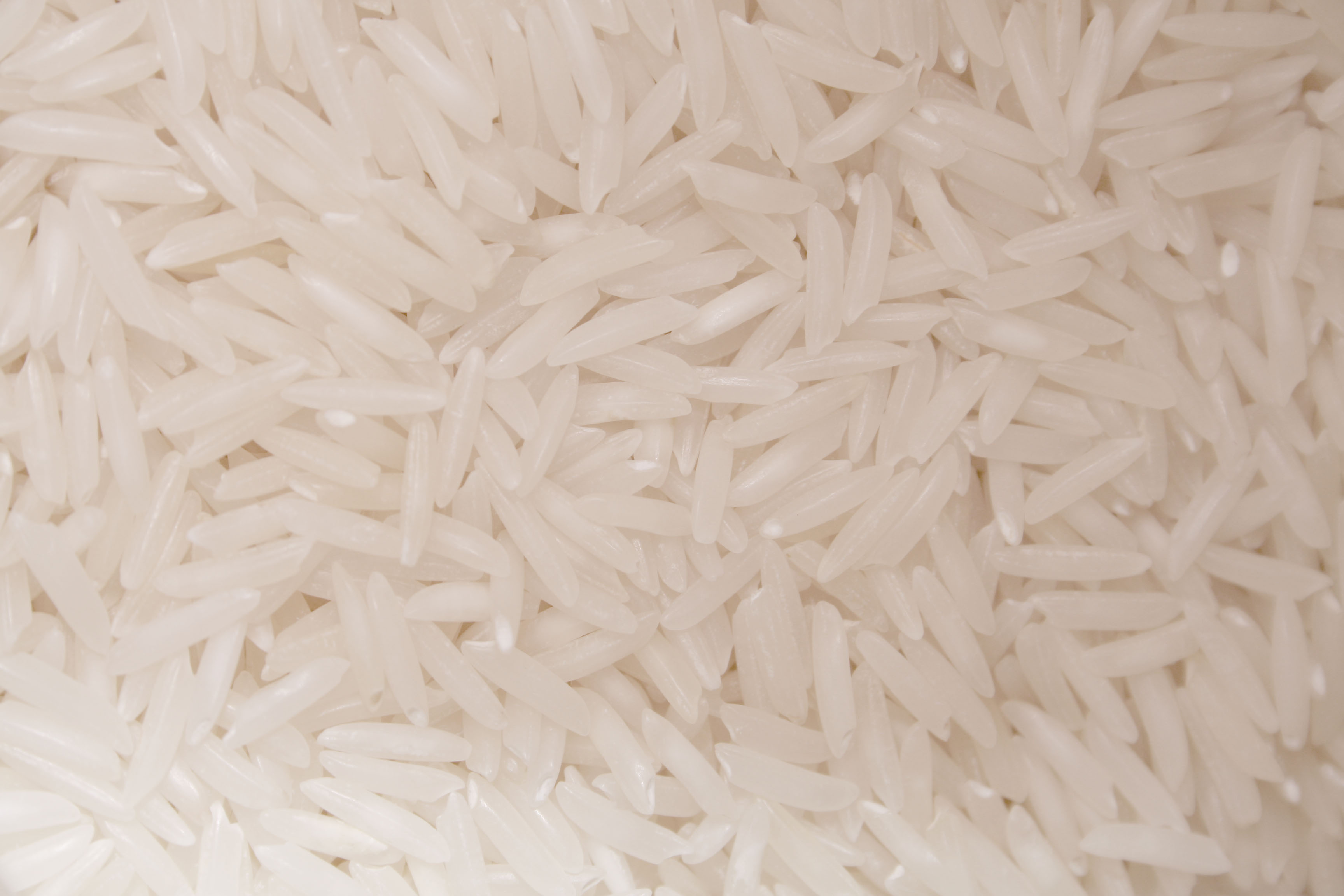
Riso Jasmine
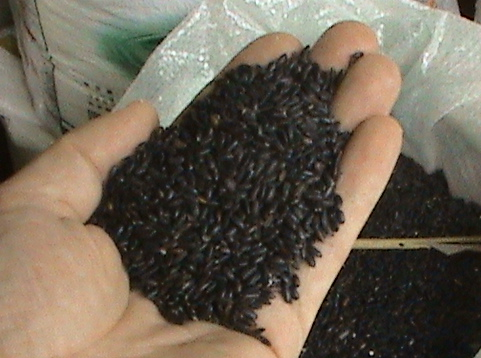
Riso nero

## Cottura
Prima della cottura, il riso viene generalmente sciacquato con acqua per eliminare eventuali impurità e l'amido in eccesso e può essere, specialmente nel caso di riso integrale, tenuto a mollo per ridurre i tempi di cottura.
Dopo queste eventuali operazioni preliminari, il riso generalmente viene cucinato a vapore o attraverso bollitura. Durante la cottura, i chicchi di riso assorbono l'acqua, aumentando di volume. A seconda della tecnica utilizzata, può rimanere acqua in eccesso, che viene scolata dopo la cottura, oppure il riso può assorbirla tutta (cottura all'orientale, modernamente con rice cookers elettrici temporizzati).
Alcune ricette prevedono inoltre di svolgere una frittura veloce del riso in olio o grasso prima della sua cottura in acqua. Questa tecnica viene utilizzata ad esempio per la preparazione di risotti, pilaf (in Iran e Afghanistan) e biryani (in India e Pakistan). Il riso fritto prevede la cottura al vapore o l'ebollizione del riso prima della frittura al salto con gli altri ingredienti.
Il riso è anche messo in commercio come "riso istantaneo": in questo caso il riso è già cotto e necessita solo di aggiunta di acqua calda e qualche minuto di tempo per essere consumato.

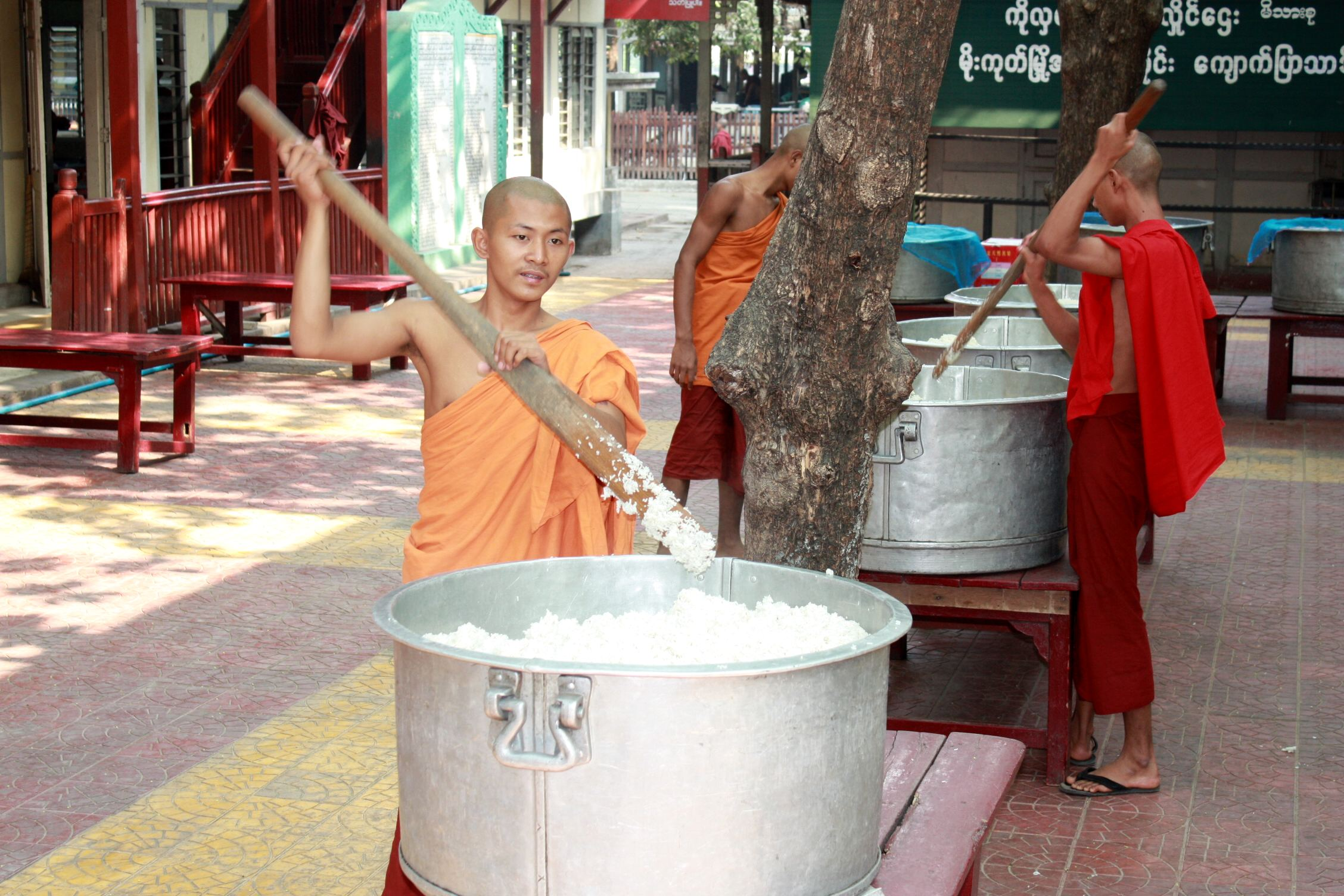
Cottura del riso bollito in un monastero buddista.
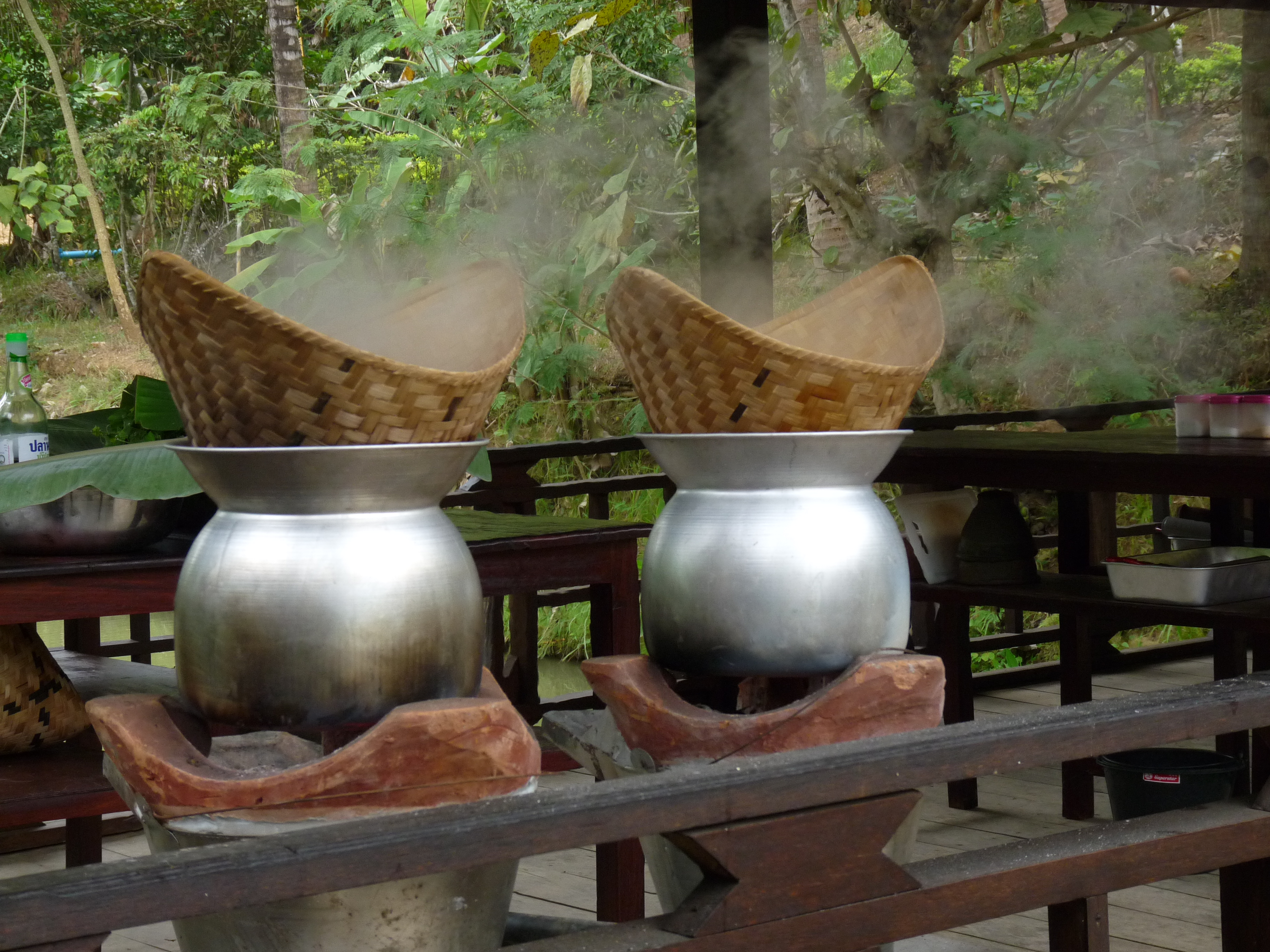
Cottura del riso a vapore a Luang Prabang, Laos
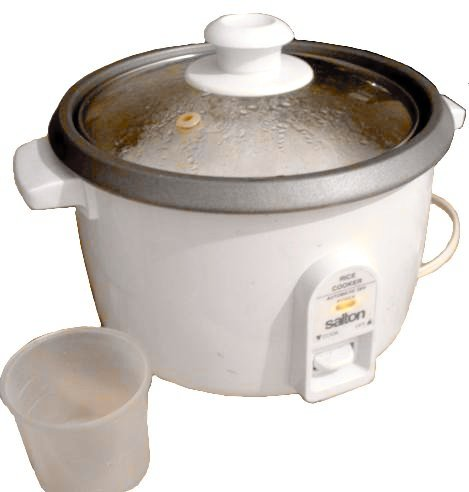
Risottiera
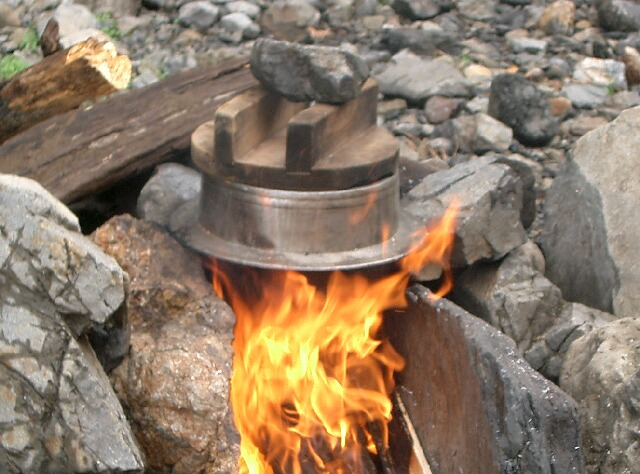
Cottura tradizionale del riso in Giappone (hagama)
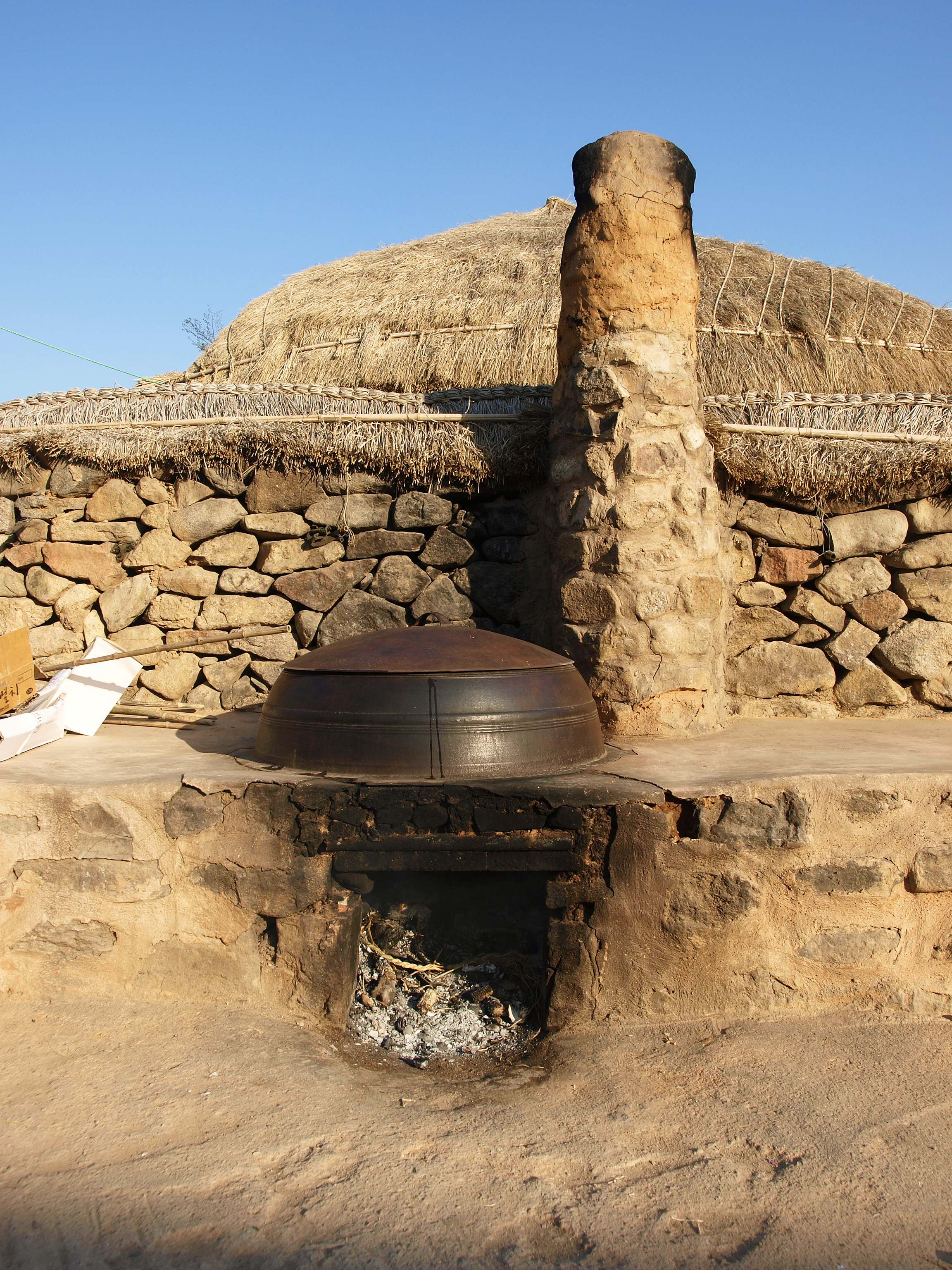
Pentola per la cottura del riso coreana (gamasot)
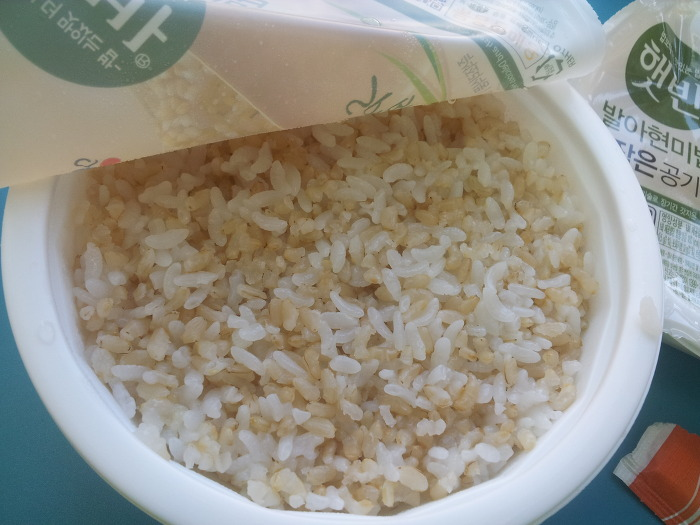
Riso istantaneo

## Ricette
Il riso, oltre a trovare largo impiego come piatto base, nella forma di riso bollito in acqua salata (in Italia spesso chiamato riso in bianco), si presta alla preparazione di piatti salati più elaborati, come i risotti o il biryani, e di dolci, come il risolatte o budino di riso e la torta degli addobbi.
In generale, il riso viene utilizzato in ricette di tutto il mondo e di tutti i tipi, tra cui: piatti unici, antipasti, primi piatti, secondi, dolci e tavola calda.
Nella cucina araba, il riso è un ingrediente di molte zuppe e piatti a base di pesce, pollame e altri tipi di carne. Viene anche usato per farcire verdure o avvolto in foglie di vite (dolma). In combinazione con latte, zucchero e miele, viene utilizzato per preparare dolci. In alcune regioni, come il Tabaristan, il pane viene preparato con farina di riso. Il riso può anche essere trasformato in congee (chiamato anche porridge di riso o pappa di riso) aggiungendo più acqua del solito e facendolo cuocere a lungo, in modo che il riso cotto sia saturo di acqua, di solito al punto in cui si spappola. Il porridge di riso viene comunemente consumato a colazione ed è anche un alimento tradizionale per i malati.

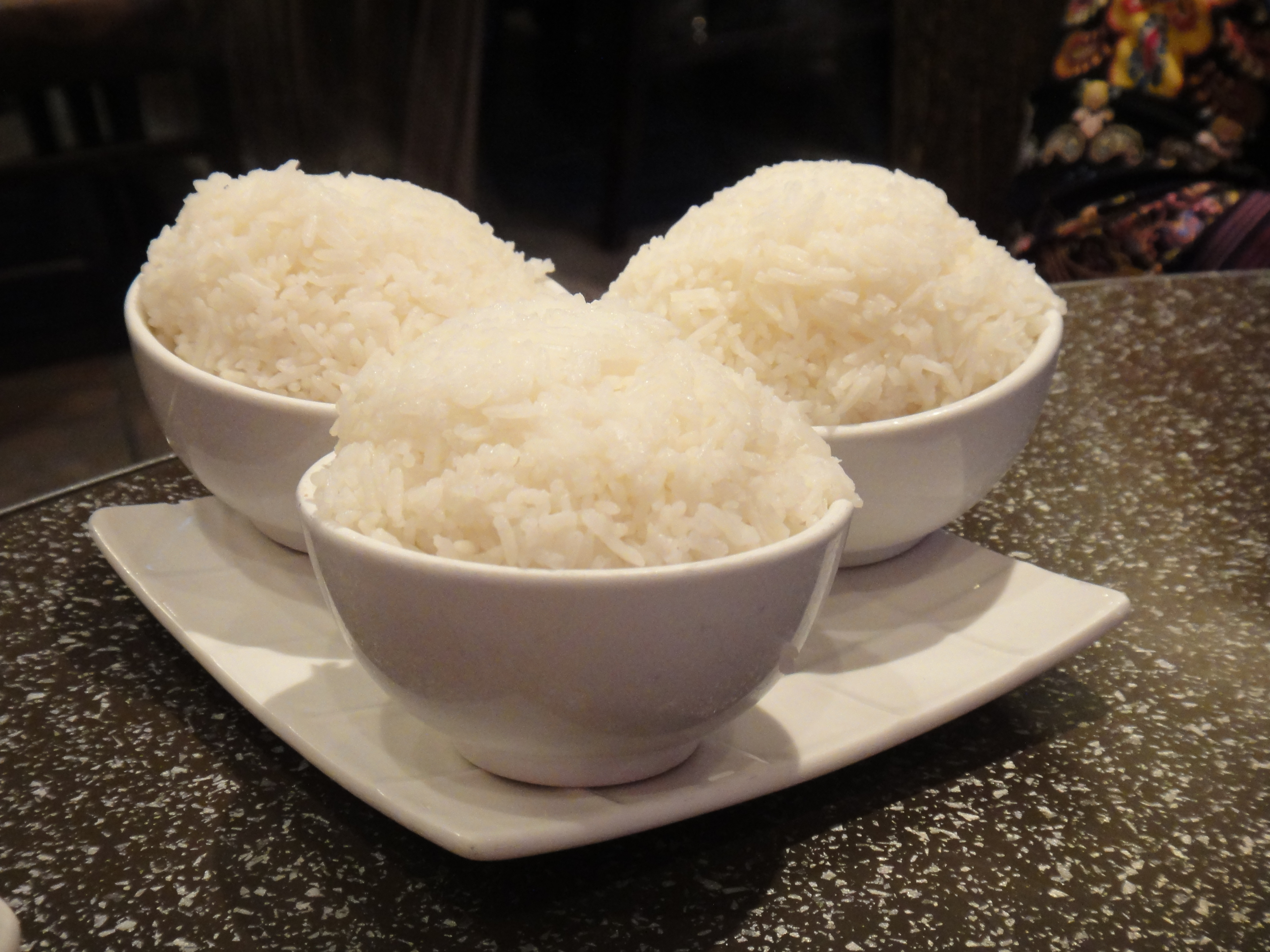
Riso bollito
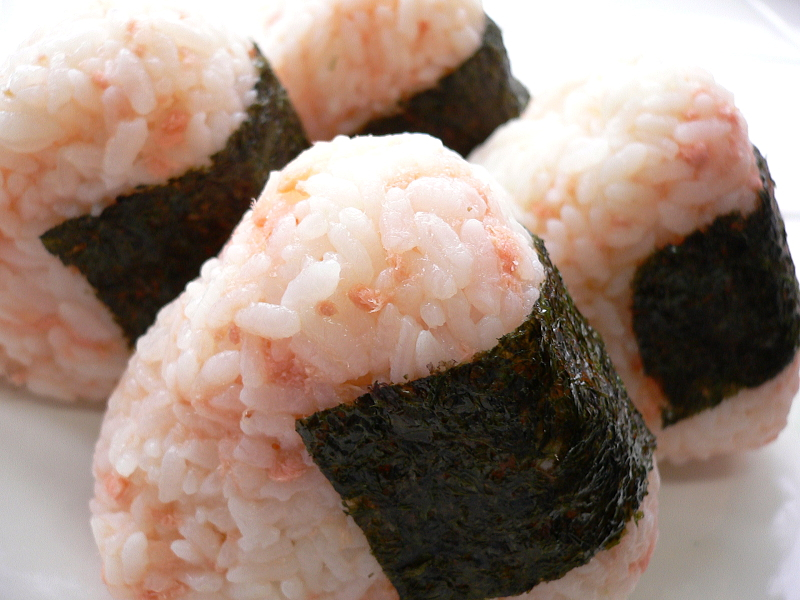
Onigiri
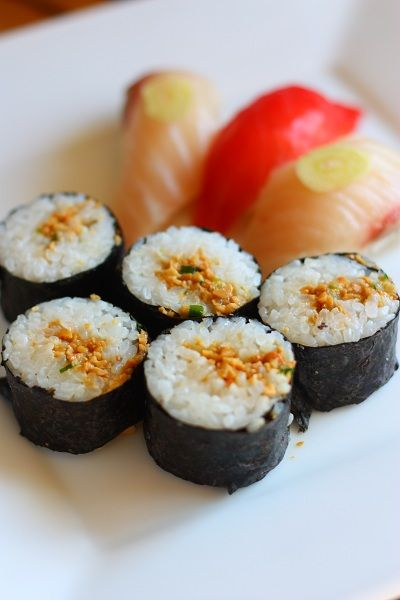
Sushi
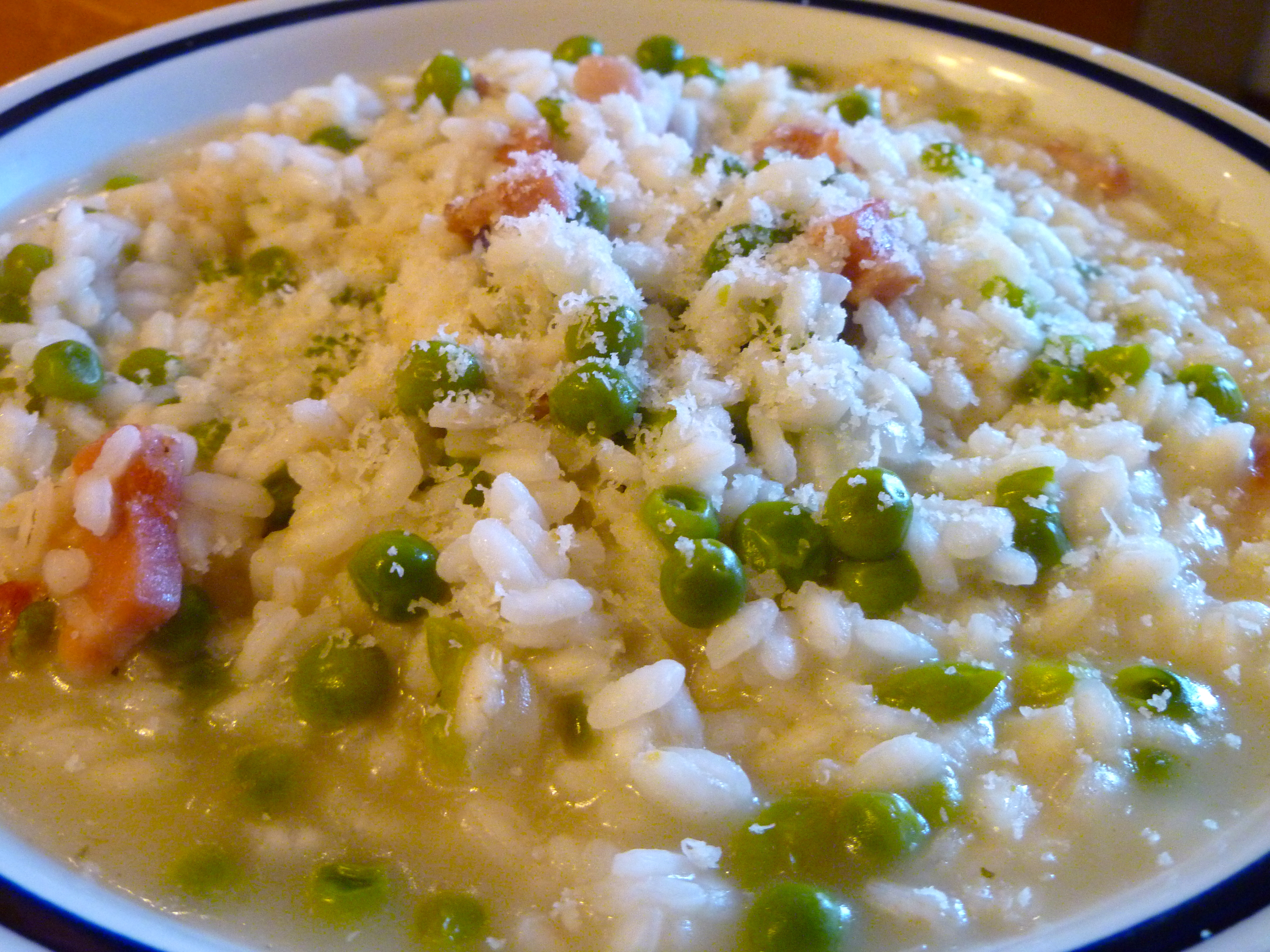
Risi e bisi
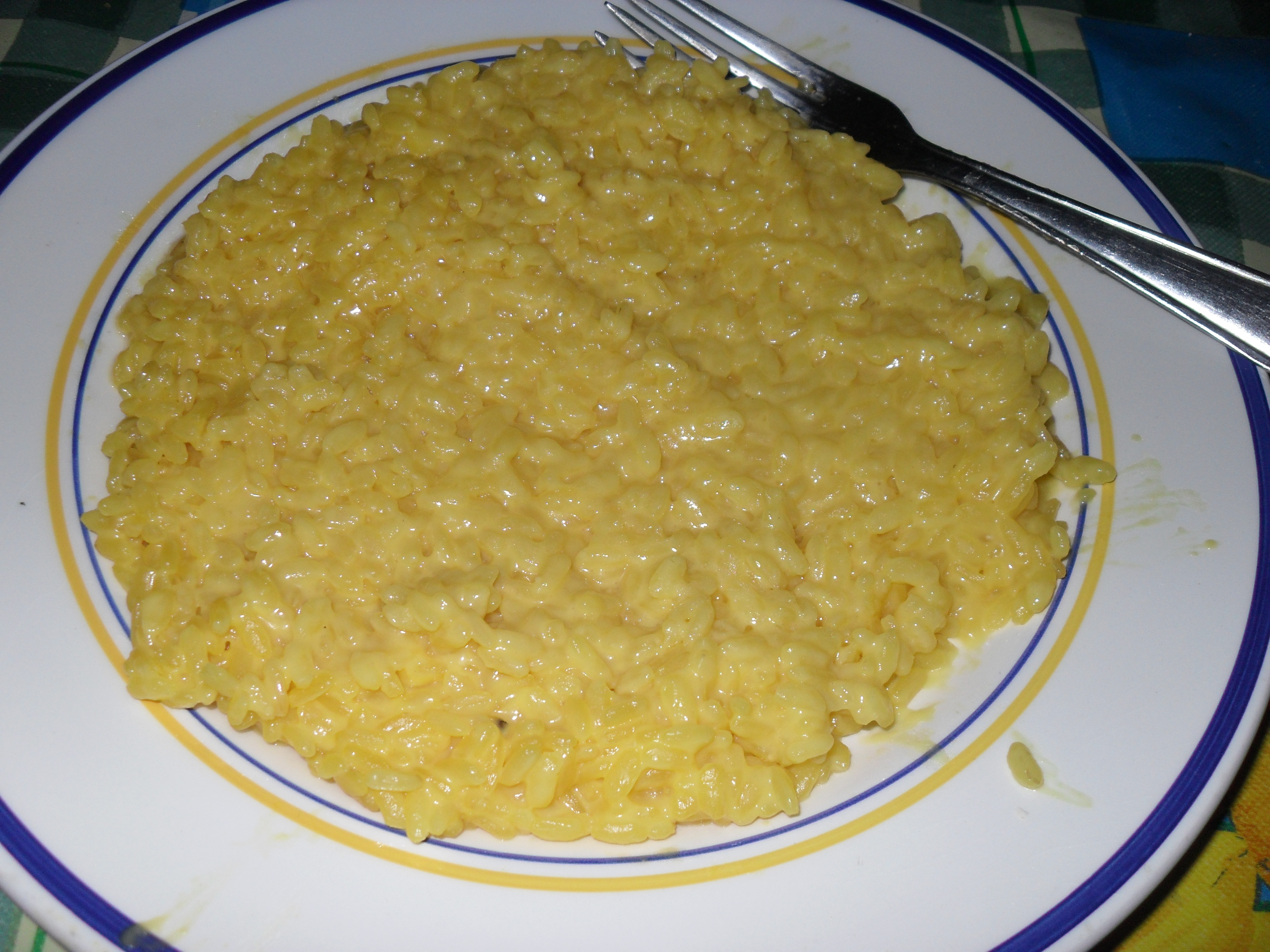
Risotto alla milanese
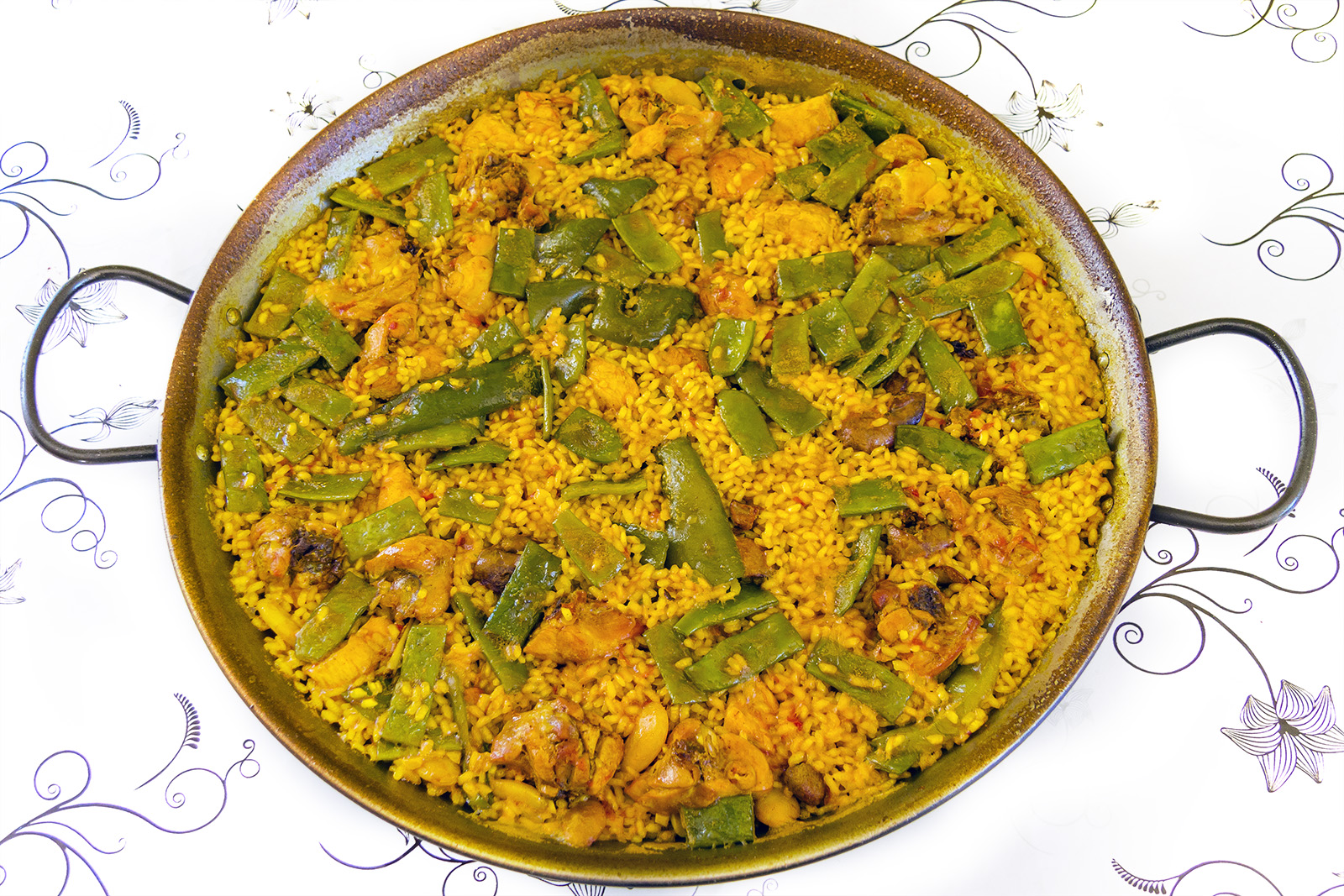
Paella
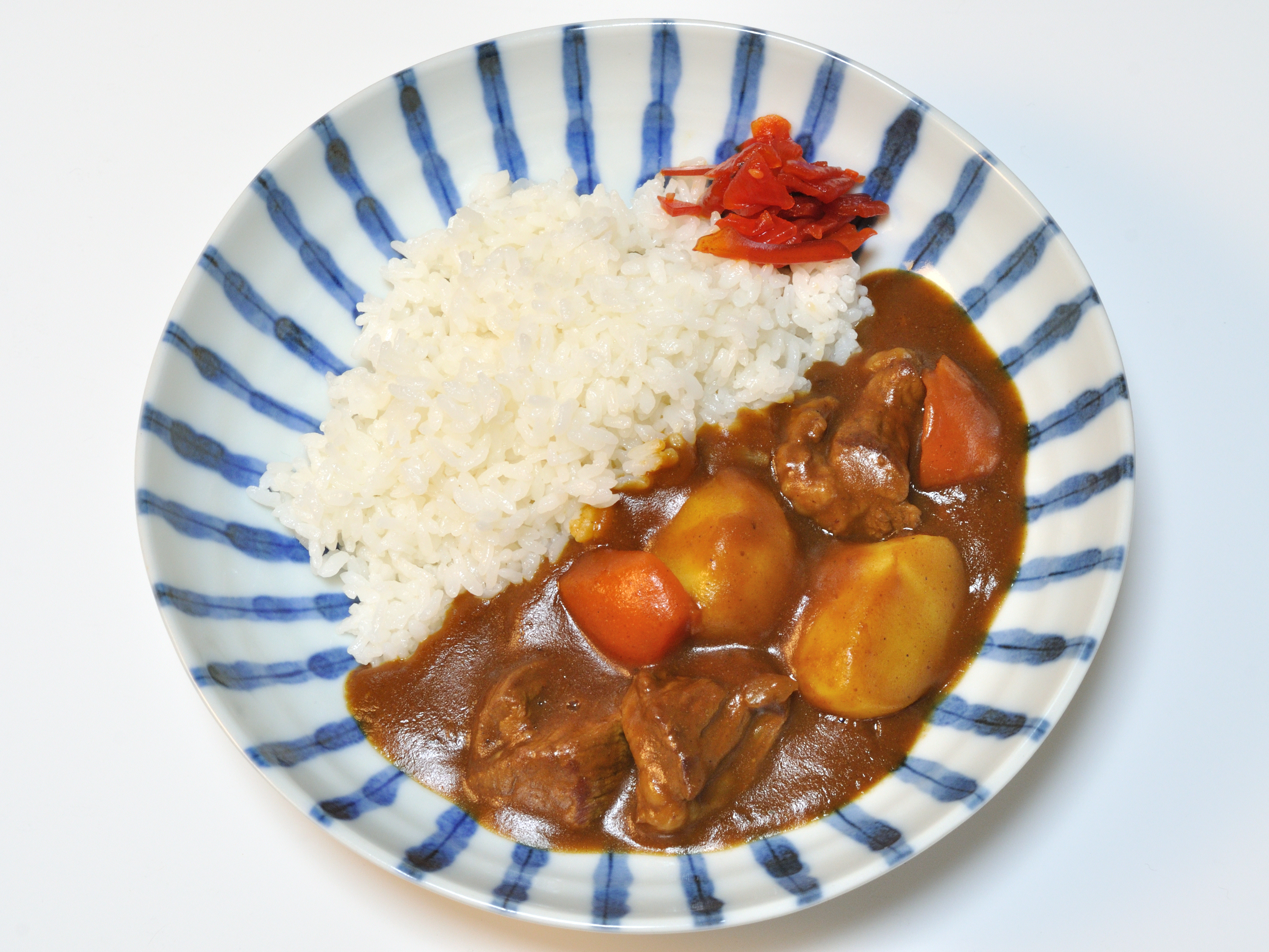
Riso con curry al manzo
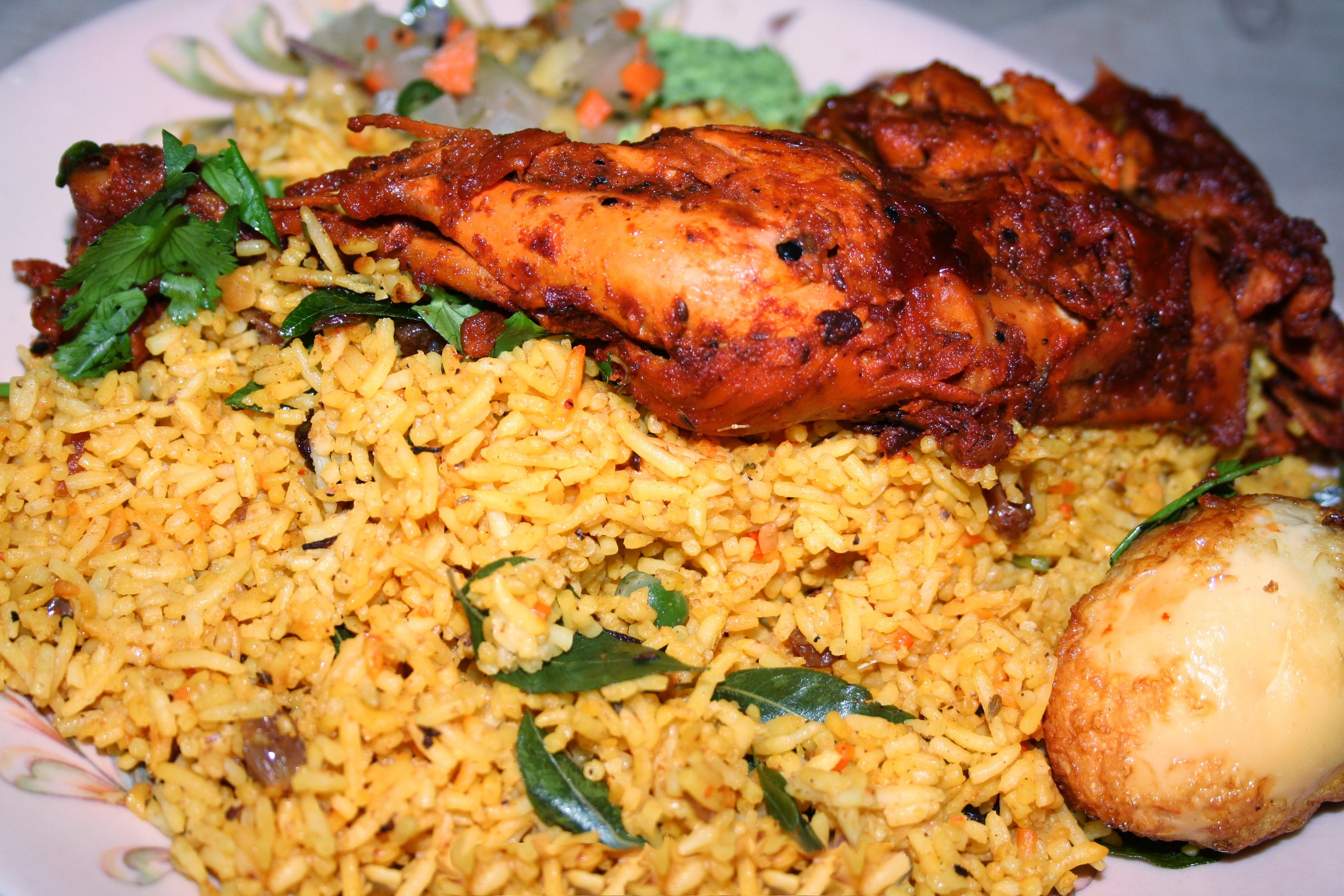
Chicken biryani
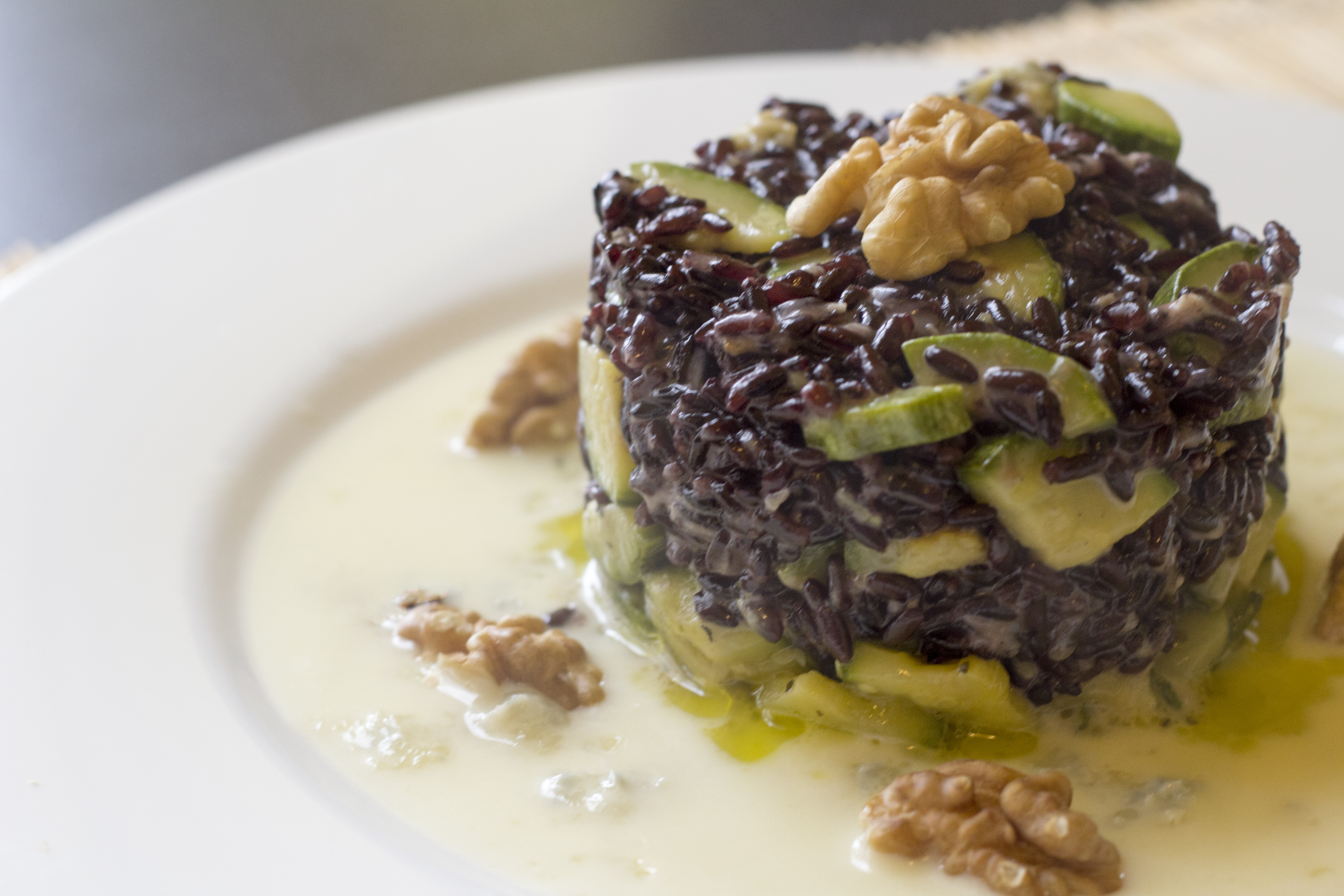
Riso nero con zucchine e gorgonzola
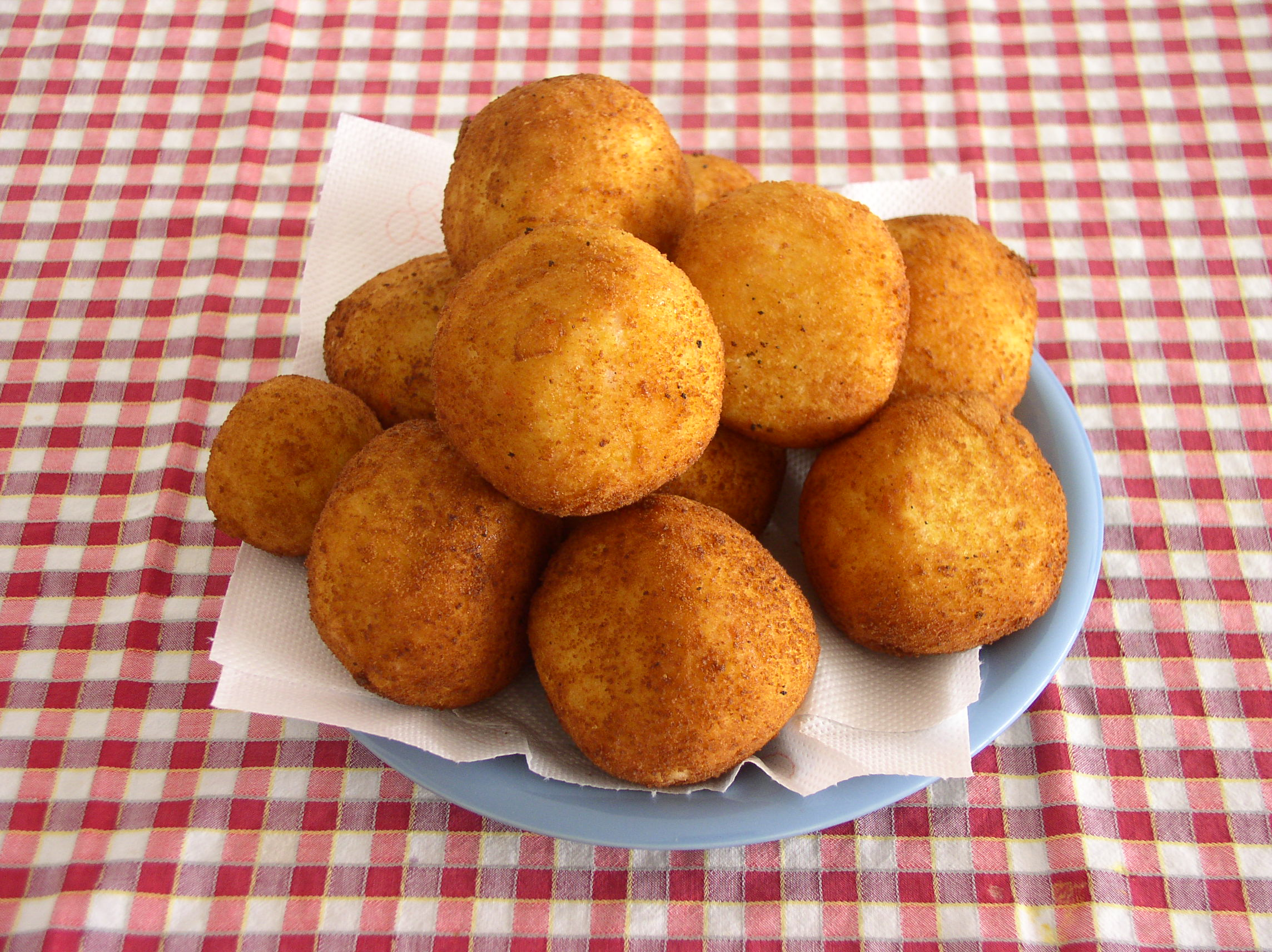
Arancini di riso
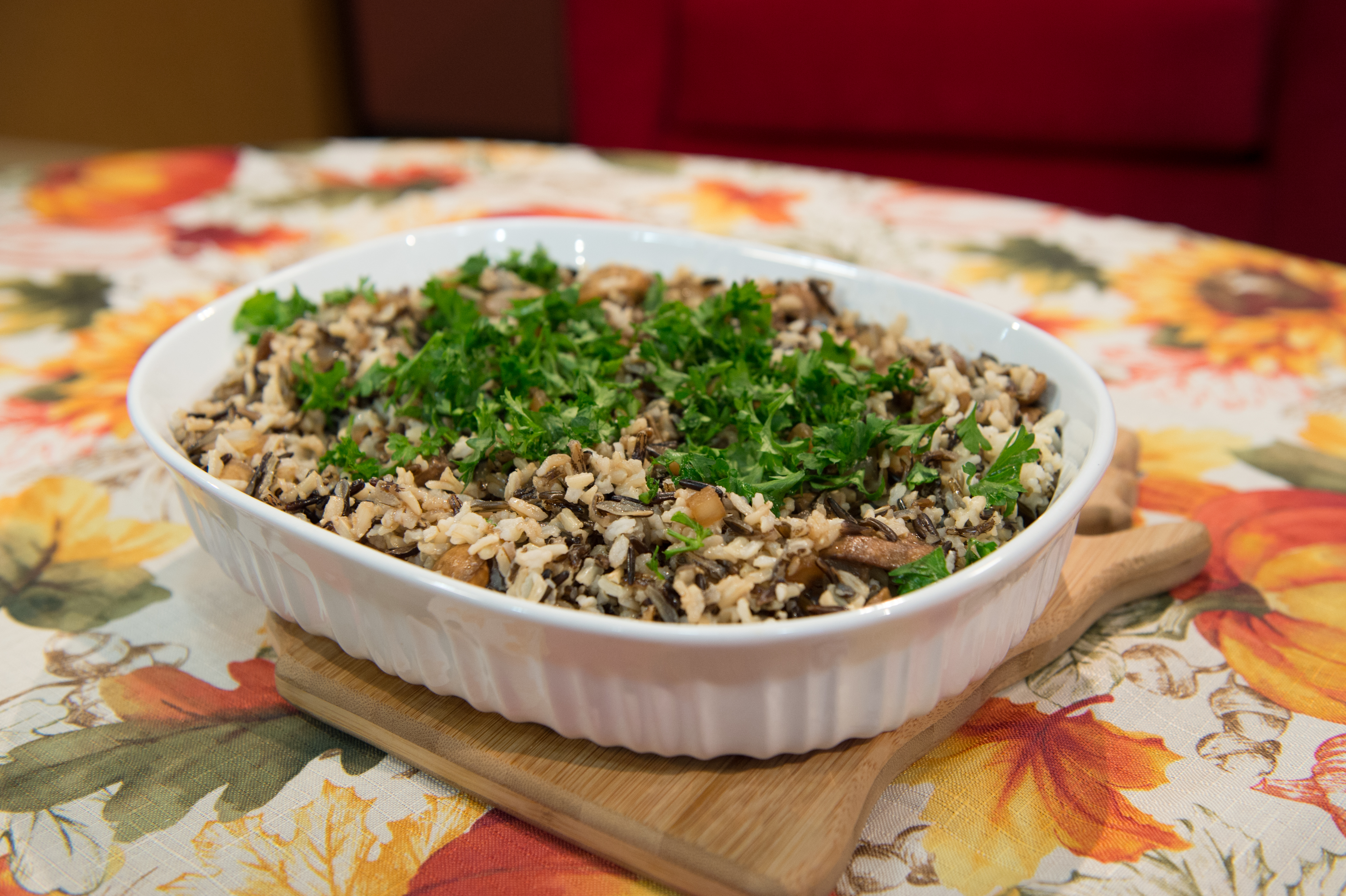
Piatto a base di riso selvatico (Zizania)
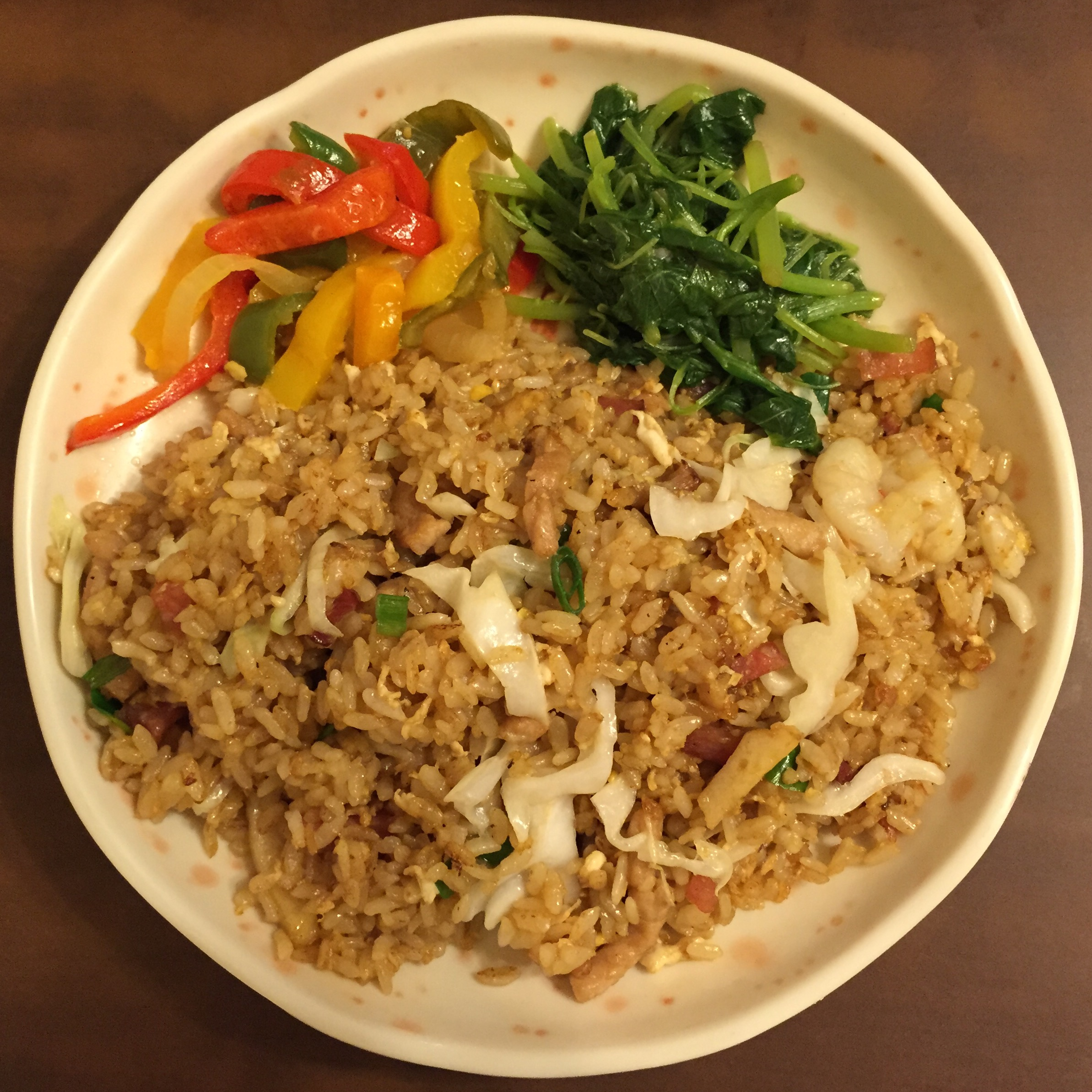
Riso fritto di Taiwan

## Aspetti nutrizionali
Il riso, fra tutti i cereali, è uno degli alimenti più completi dal punto di vista nutrizionale: 100 g di riso forniscono infatti circa 330 chilocalorie con un notevole contenuto di fibra e vitamine, oltre a vari sali minerali.
Il riso bianco è caratterizzato da un contenuto in carboidrati pari circa al 78%, in proteine al 7% circa e in lipidi per circa lo 0,6%.
La sua digeribilità è superiore a quella degli altri cereali, tanto da essere assimilato in 60/100 minuti.
Il riso contiene anche acidi grassi essenziali: acido linoleico fra il 29-42%, e acido linolenico fra 0,8-1%. Ha un rapporto sodio/potassio di 5 mg di sodio ogni 100 di riso, e 9 mg di potassio. Il riso è privo di glutine e quindi è un alimento idoneo per le diete di soggetti celiaci e con allergie alimentari.

## Riso perenne

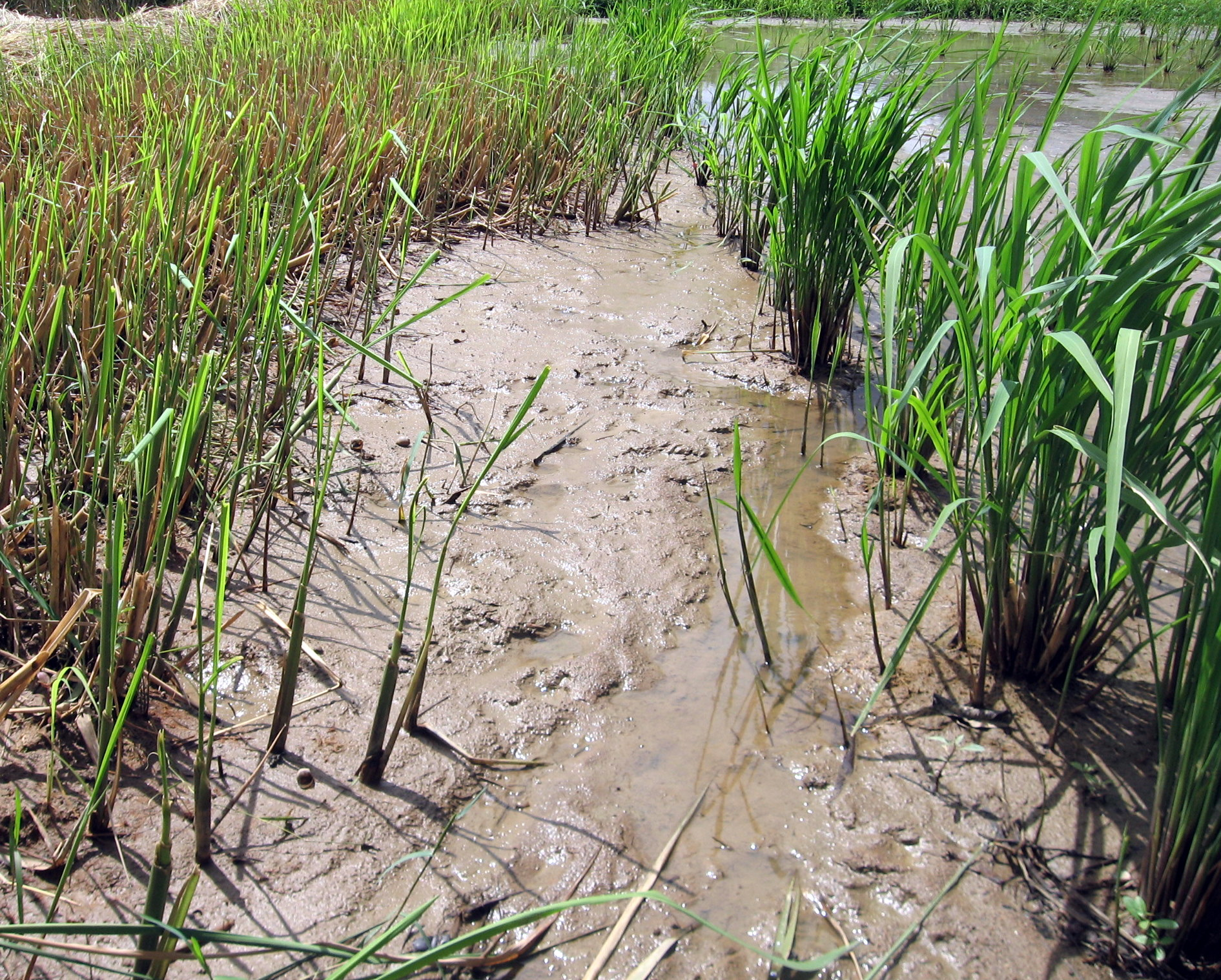
Piante di riso che ricrescono dai rizomi

I risi perenni sono delle varietà di riso longevo in grado di ricrescere stagione dopo stagione senza risemina; sono in fase di sviluppo da genetisti vegetali in diverse istituzioni. Sebbene queste varietà siano geneticamente distinte e si adatteranno a climi e sistemi di coltivazione diversi, la loro durata di vita è così diversa da quella di altri tipi di riso che vengono chiamate collettivamente riso perenne. Esso è uno dei numerosi cereali perenni che sono stati proposti, studiati o in fase di sviluppo, tra cui frumento perenne, girasole e sorgo. Gli agronomi hanno affermato che aumentare la quantità di paesaggi agricoli coperti in un dato momento da colture perenni è un modo eccellente per stabilizzare e migliorare il suolo e fornire l'habitat della fauna selvatica.
L'allevamento perenne del riso è stato avviato presso l'International Rice Research Institute, nelle Filippine, e sono in fase di sviluppo presso l'Accademia delle scienze agrarie dello Yunnan, nella Repubblica popolare cinese, e in altre istituzioni, ma non sono ancora disponibili per la distribuzione.

### Potenziali benefici
- riduzione dell'erosione del suolo[50][51][52][53]
- riduzione del tasso di deforestazione[54][55]
- resistenza alla siccità[56][57]
- resistenza all'invasione delle piante infestanti[50][58][59]
- le piante perenni con radici profonde possono ottenere una percentuale significativa del loro fosforo dal sottosuolo[50][56]
- riduzione di trapianti, diserbo e altri lavori massacranti
- uso più efficiente del fertilizzante applicato